# Aulne
Alnus
Pour l’article ayant un titre homophone, voir aune.
Pour les articles homonymes, voir Aulne (homonymie) et Vergne.
Genre
Synonymes
- Alnaster Spach[2]
- Alnobetula (W.D.J.Koch) Schur[2]
- Betula-alnus Marshall[2]
- Clethropsis Spach[2]
- Cremastogyne (H.J.P.Winkl.) Czerep.[2]
- Duschekia Opiz[2]
- Semidopsis Zumagl.[2]

Répartition géographique
Les aulnes ou aunes (Alnus) forment un genre de plantes à fleurs de la famille des bétulacées. Ce sont des arbres de l'hémisphère nord poussant sur les sols humides,  Ils sont aussi nommés vergnes ou vernes.
Les aulnes forment des futaies appelées « aulnaies ».

## Caractéristiques
Les aulnes sont des arbres de taille moyenne, pouvant atteindre 20 à (rarement) 30 mètres, à feuilles caduques, croissant dans les bois humides ou marécageux, ou encore en bord de cours d'eau. Les fleurs sont organisées en chatons mâles et femelles. Les chatons femelles donnent naissances à des strobiles ligneux de deux à trois centimètres de longueur, abritant les graines. Alnus glutinosa, l'aulne le plus commun en Europe de l'Ouest, se distingue par ses feuilles largement ovales, crénelées-dentées, et ses jeunes pousses printanières collantes au toucher.
Leur bois est léger, tendre et homogène. Il est imputrescible dans l'eau, mais non durable hors de l'eau. Il est employé notamment pour les pieux de pontons. Il est d'une couleur rouge caractéristique puis rosée lorsqu'il est fraîchement coupé ou travaillé, mais cette couleur ne persiste pas, elle est dégradée par la lumière.
La rhizosphère de l'aulne favorise le développement des bactéries fixatrices d'azote. L'aulne contribue aussi au maintien en bon état du boisement des berges (ripisylves) (par résilience écologique).

Alnus glutinosa, l'Aulne glutineux
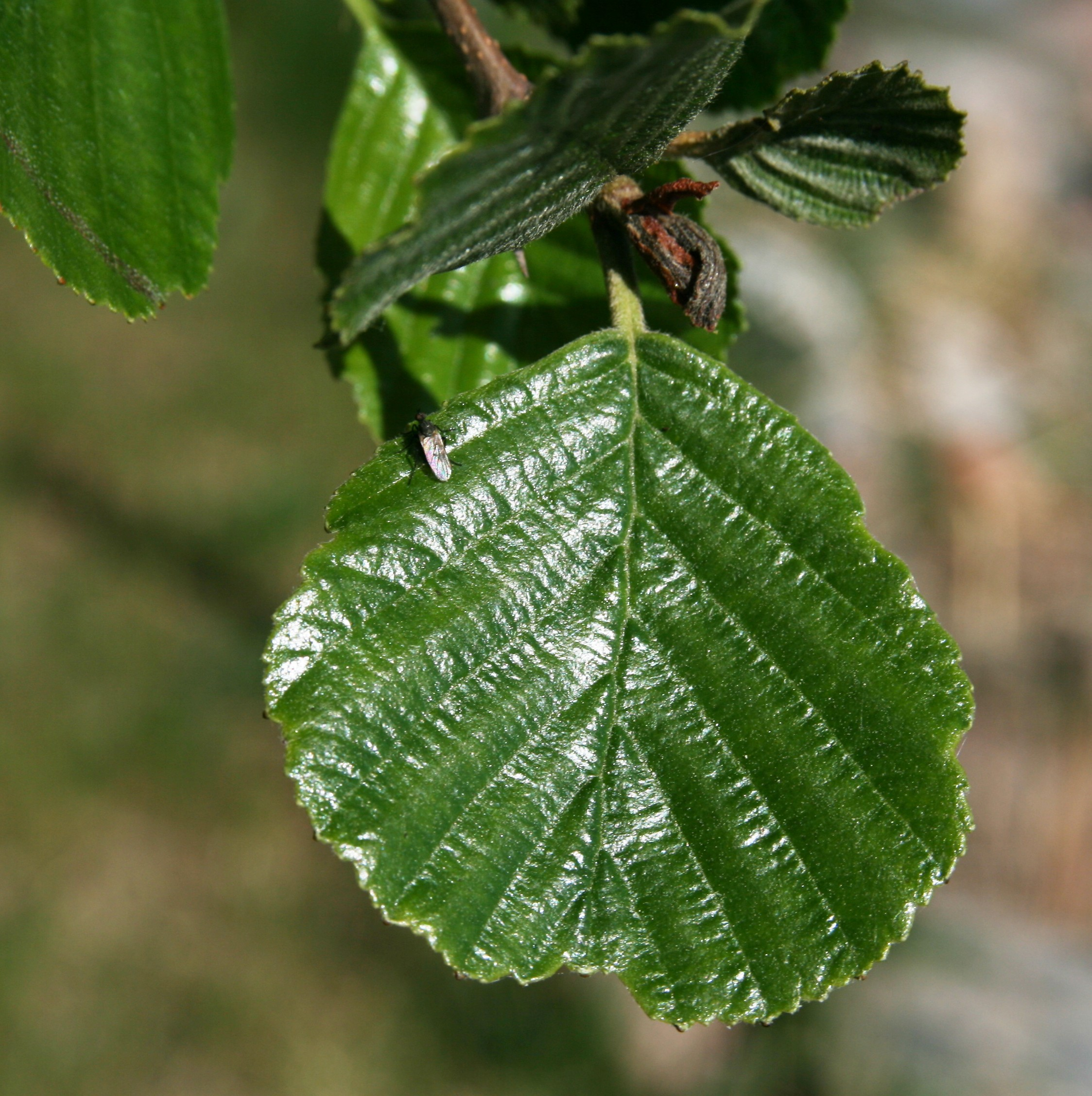
Feuille.
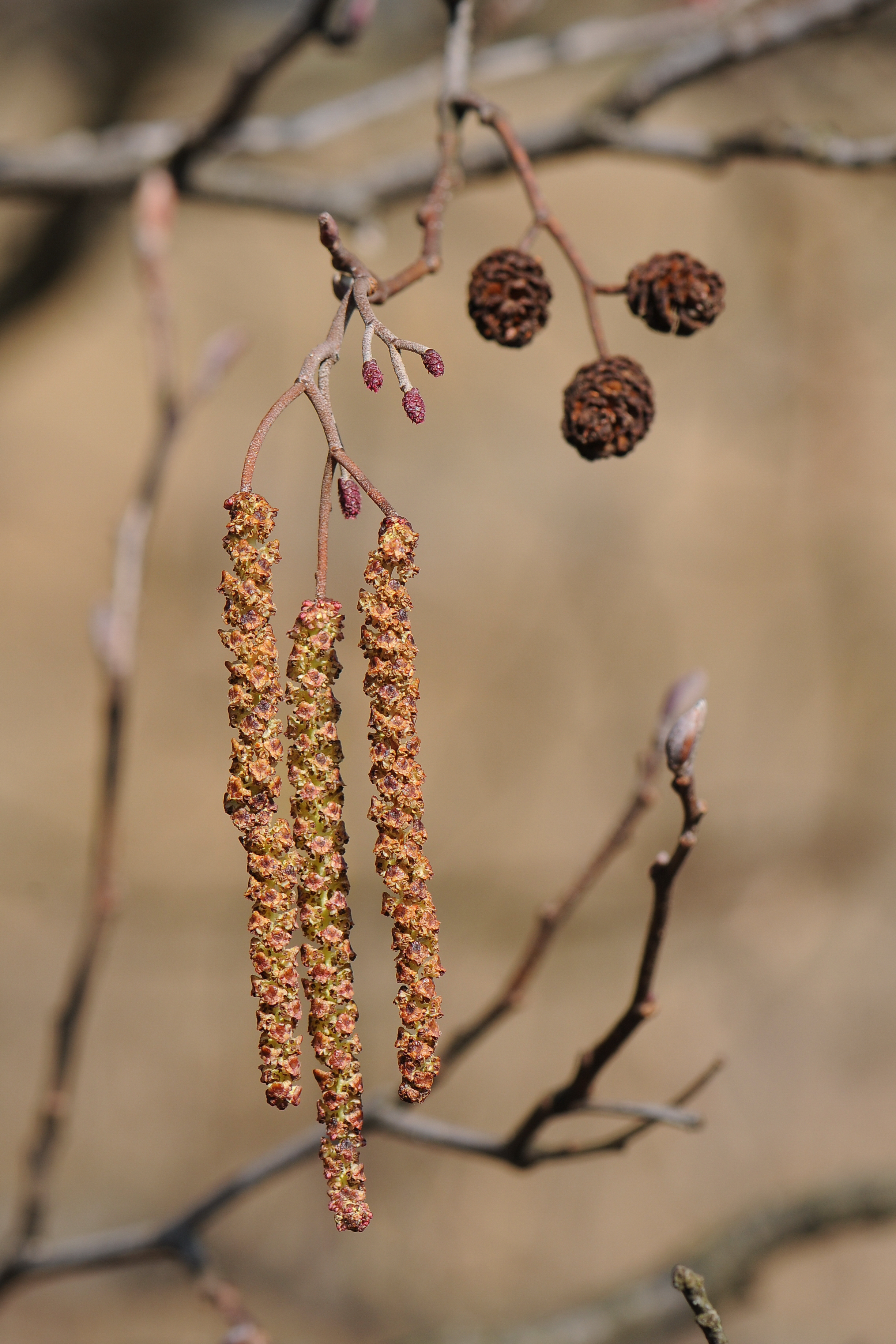
Fleurs mâles (chaton) et fleurs femelles.
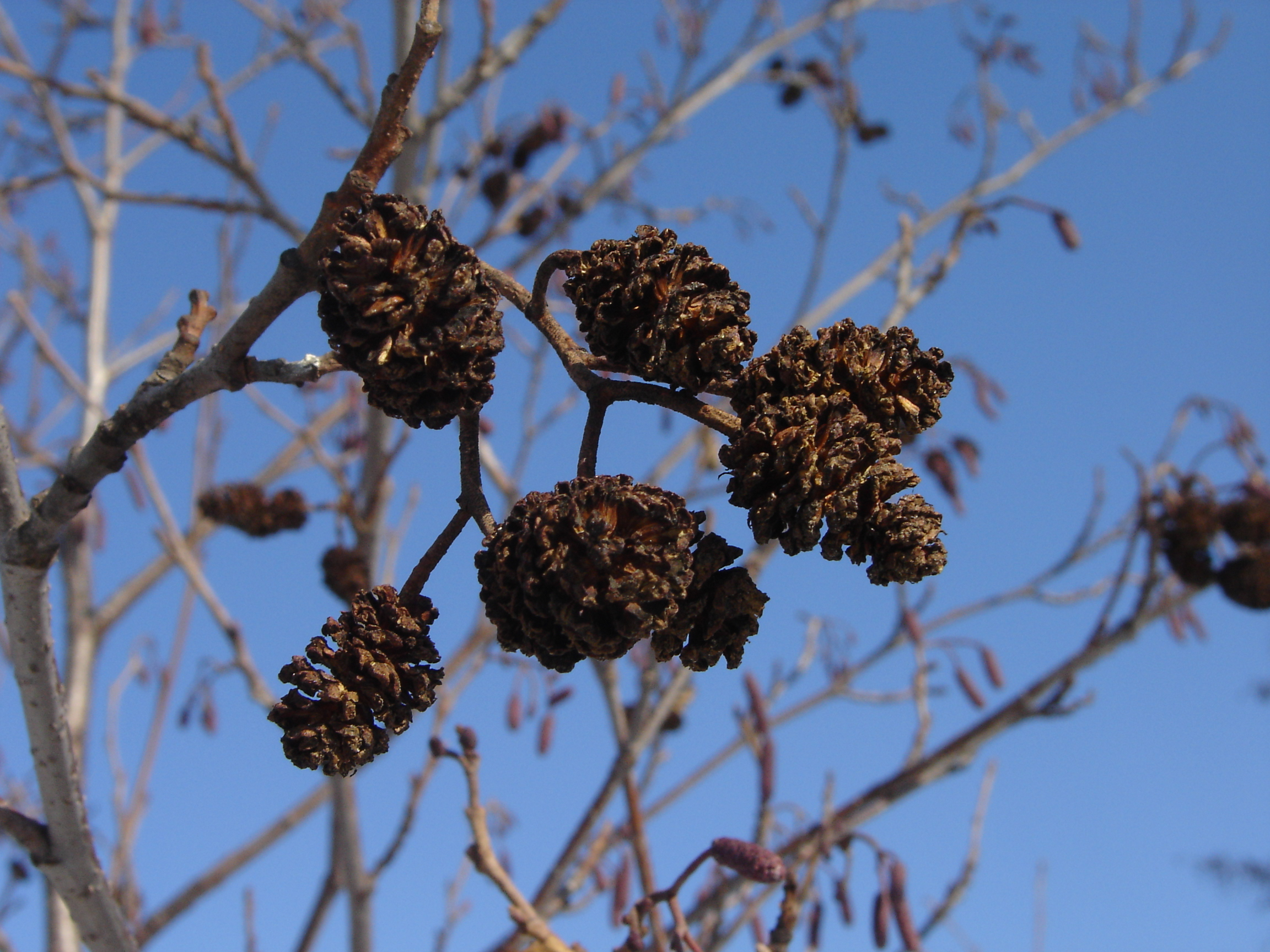
Strobiles d'aulne avec graines.
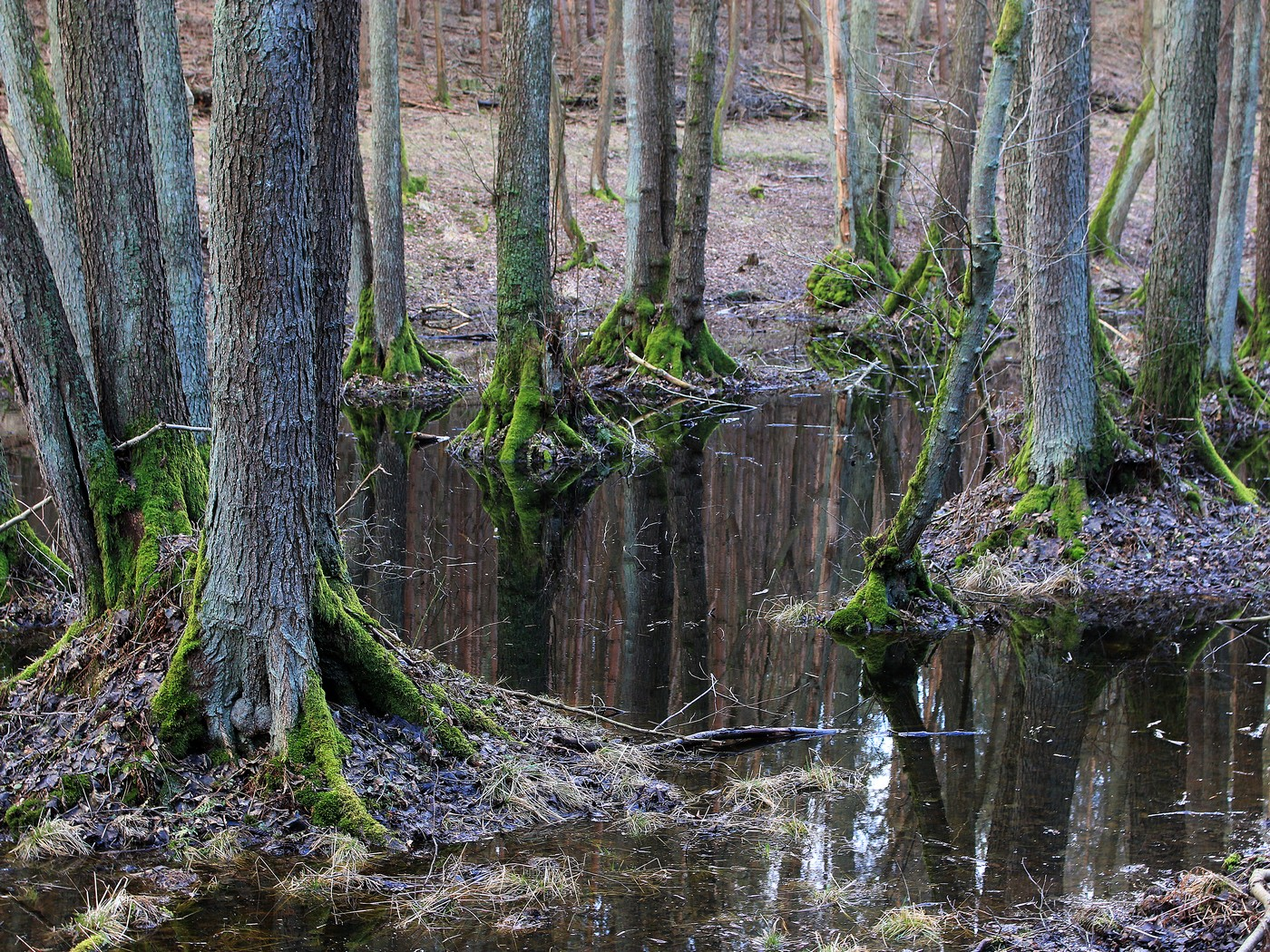
En réponse à l'ennoyage, l'aulne développe des racines adventives.

## Habitat

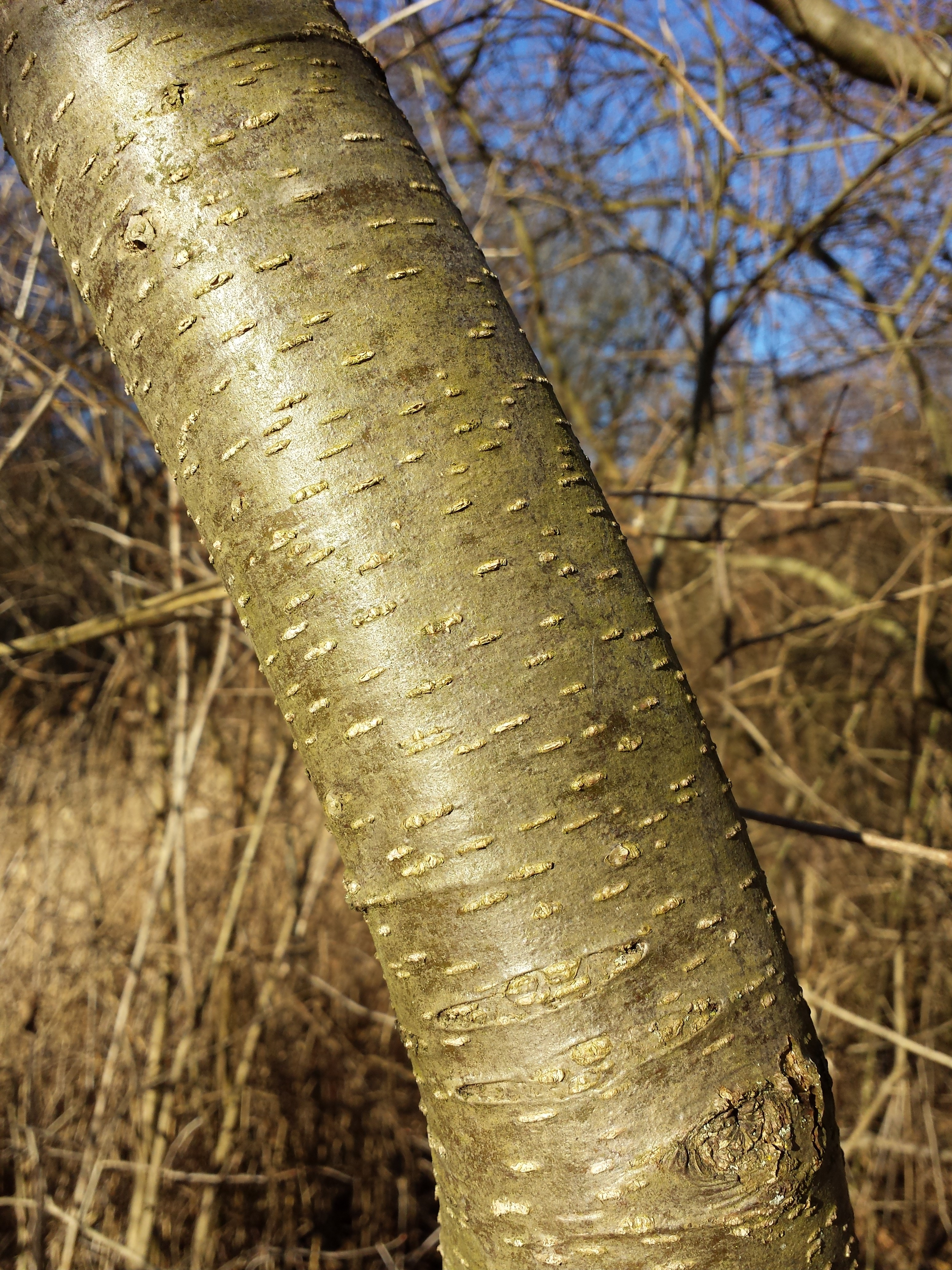
Les lenticelles nodulaires hypertrophiées pourraient avoir un rôle dans l'oxygénation des parties aériennes.

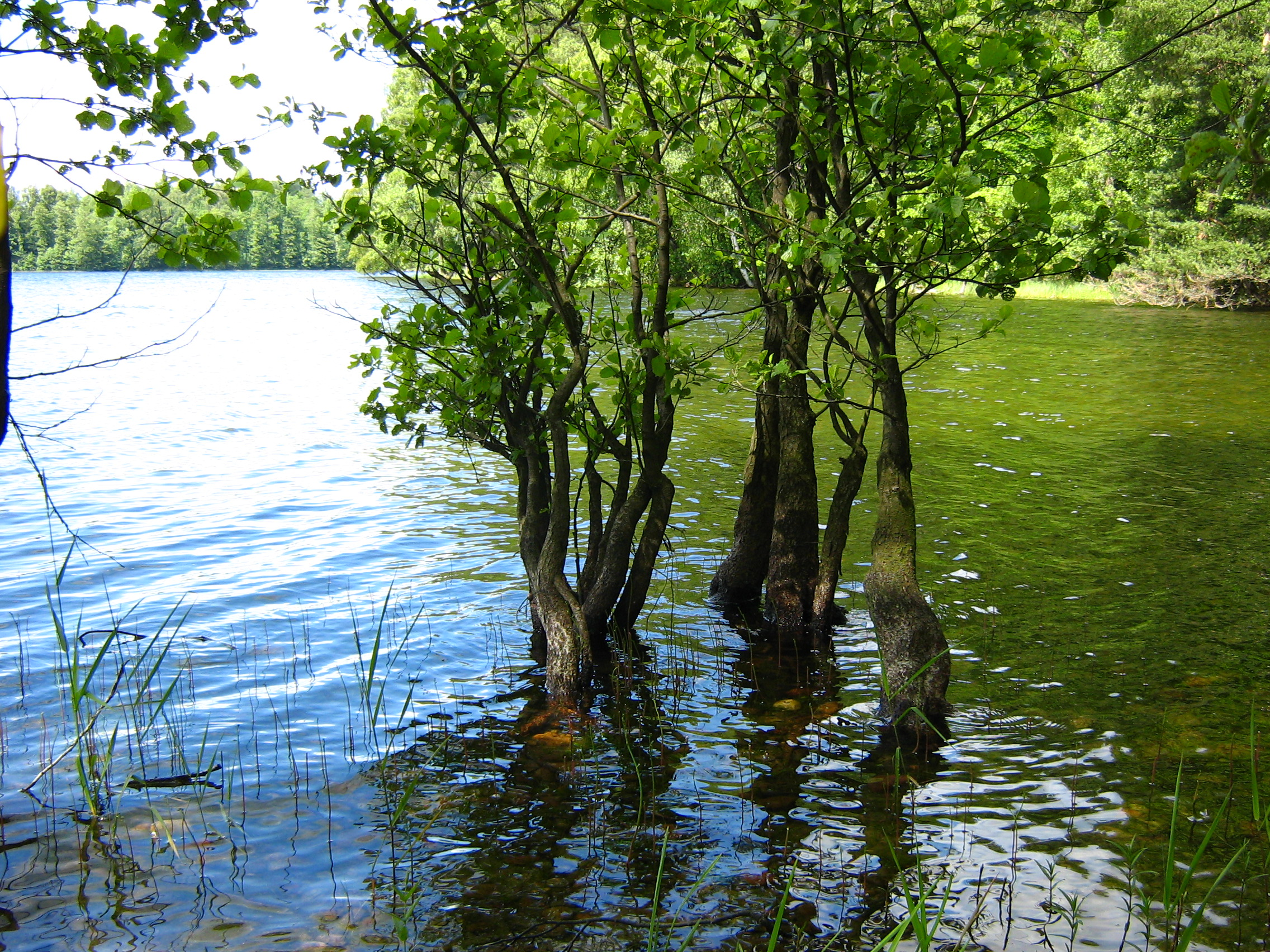
L'aulne est, avec le saule et certains peupliers, l'une des espèces les mieux adaptées à l'eau. Ici il émerge de l'eau au bord du lac Bobięcińskie Wielkie en Pologne. Ces trois espèces sont aptes à recéper quand elles sont coupées par le castor avec lequel elles ont coévolué.

Leur capacité d'enracinement profond dans les horizons compacts ou asphyxiants des sols à engorgement temporaire, l'hypertrophie des lenticelles et la présence d'un aérenchyme très développé, alimenté via des lenticelles localisées dans l'empattement, explique leur fréquence dans les zones humides, sur les berges ou dans les forêts hygrophiles alluviales dites ripisylves, au bord des rivières ou autour des bras morts, où ils peuvent atteindre 25 à 30 m. 
Certaines espèces sont ubiquistes et poussent aussi en conditions plus sèches. Quels que soient les habitats où ils vivent, les aulnes sont surtout des espèces pionnières intolérantes à l'ombre, à colonisation rapide des milieux perturbés (par les inondations, les tempêtes, les incendies, les glissements de terrain...) facilitée par la dispersion de leurs graines par le vent et par l'eau et à croissance très rapide (grâce à leurs racines qui développent une association symbiotique avec des bactéries fixatrices d'azote, les frankias), comme les bouleaux qui appartiennent à la même famille (Betulaceae), ou comme les Salicacées (saules, peupliers). Ils sont ensuite facilement supplantés par des arbres plus compétitifs mais à colonisation plus lente comme les chênes et les frênes (forêts post-pionnières en Europe) ou les thuyas et les douglas (ouest de l'Amérique du Nord).

## Aulnes et champignons symbiotiques

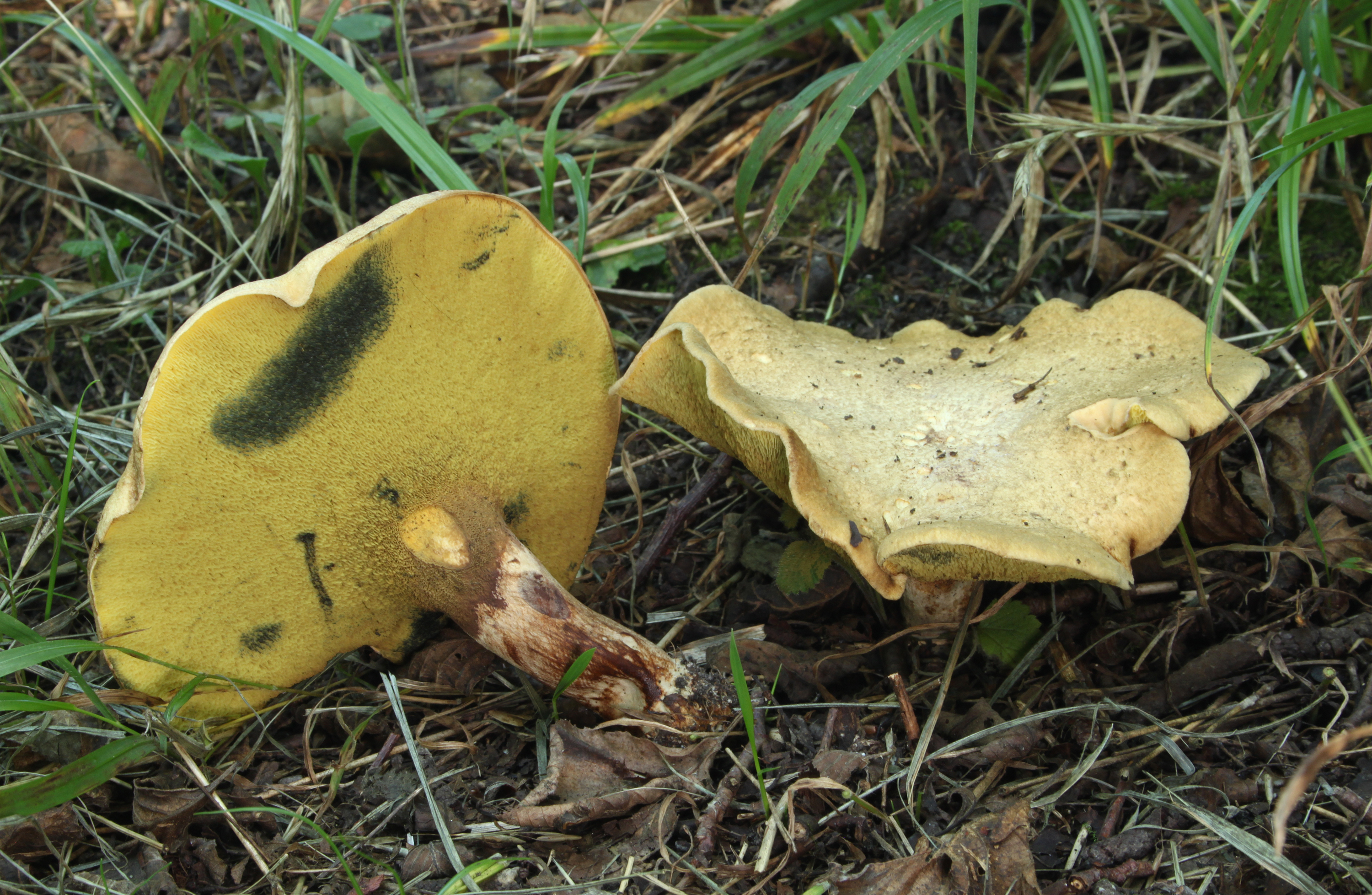
Gyrodon lividus, l'une des espèces mycorhiziques des aulnes, qui semble pouvoir être un bio-indicateur des aulnaies dégradées par l'eutrophisation.

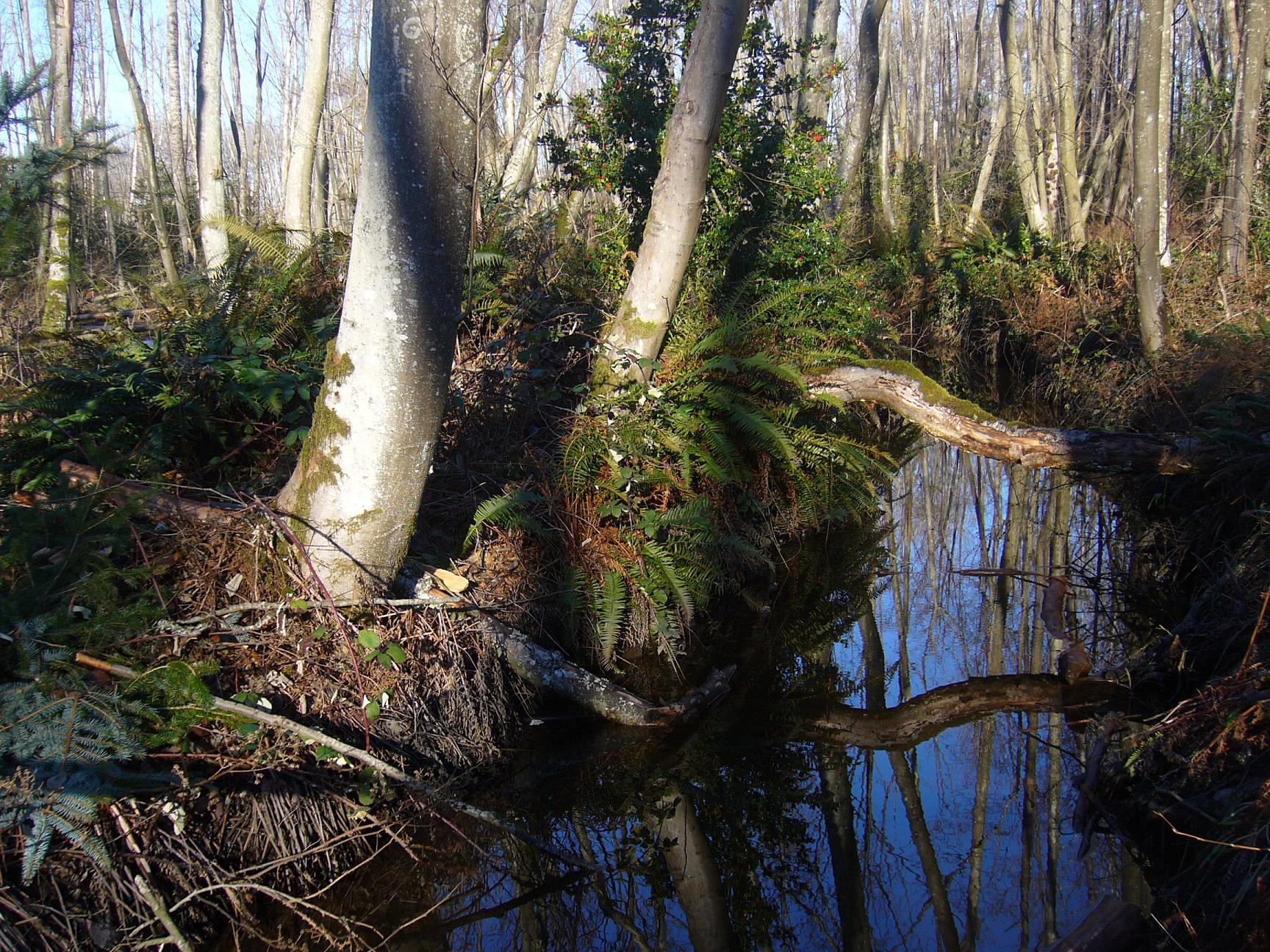
Aulnaie d'Alnus rubra en Colombie britannique, au Canada.

L'aulne nourrit de nombreux champignons quand il devient bois mort ou sénescent, mais il peut aussi établir des symbioses avec certaines espèces par l'intermédiaire de leurs ectomycorhizes. Un inventaire mycologique des peuplements d’aulnes en France (dit « projet Aulnaies ») a été lancé en 2003-2004 sur 63 sites dominés par l'aulne glutineux et deux par l'aulne blanc, par la Commission Environnement de la Société mycologique de France. Les aulnaies poussent toujours sur des milieux aux enjeux écologiques importants ; ce programme a cherché à identifier leurs champignons associés, et à donner de nouveaux moyens d'évaluer la valeur de ces boisements et de leur fonge souvent méconnue et négligée par les gestionnaires. 477 espèces ont été identifiées sur ces 63 sites (soit environ 3,5 % de la diversité fongique nationale). Ces espèces ont été réparties comme suit, selon leur fréquence dans les aulnaies : 24 espèces dominantes (espèces mycorhiziques  des aulnes, dont Russula alnetorum (en) et Amanita friabilis), 23 espèces caractéristiques, 47 espèces occasionnelles, 104 espèces assez rares, 281 espèces rares et 544 espèces exceptionnelles.  Cette étude a montré que les espèces présentes sont principalement liées au niveau trophique, à l’acidité et à l’inondabilité de l'aulnaie (par exemple Lactarius clethrophilus, Lactarius omphaliformis et Cortinarius helvelloides sont associés au caractère oligotrophe du site où malgré une diversité réduite leur présence révèle un intérêt patrimonial très élevé. À l'autre extrême Gyrodon lividus, l'une des espèces mycorhiziques des aulnes, semble pouvoir être un bioindicateur des aulnaies dégradées par l'eutrophisation). Les saprotrophes de l'aulne les plus courants en France sont des espèces banales et sans spécificité, alors que les mycorhiziens sont au contraire bien spécifiques.

## Herbivorie
La chenille du papillon de jour (rhopalocère) du Petit mars changeant, Aparura ilia (Nymphalidae) se nourrit des feuilles d'Aulne.

## Phytopathogènes

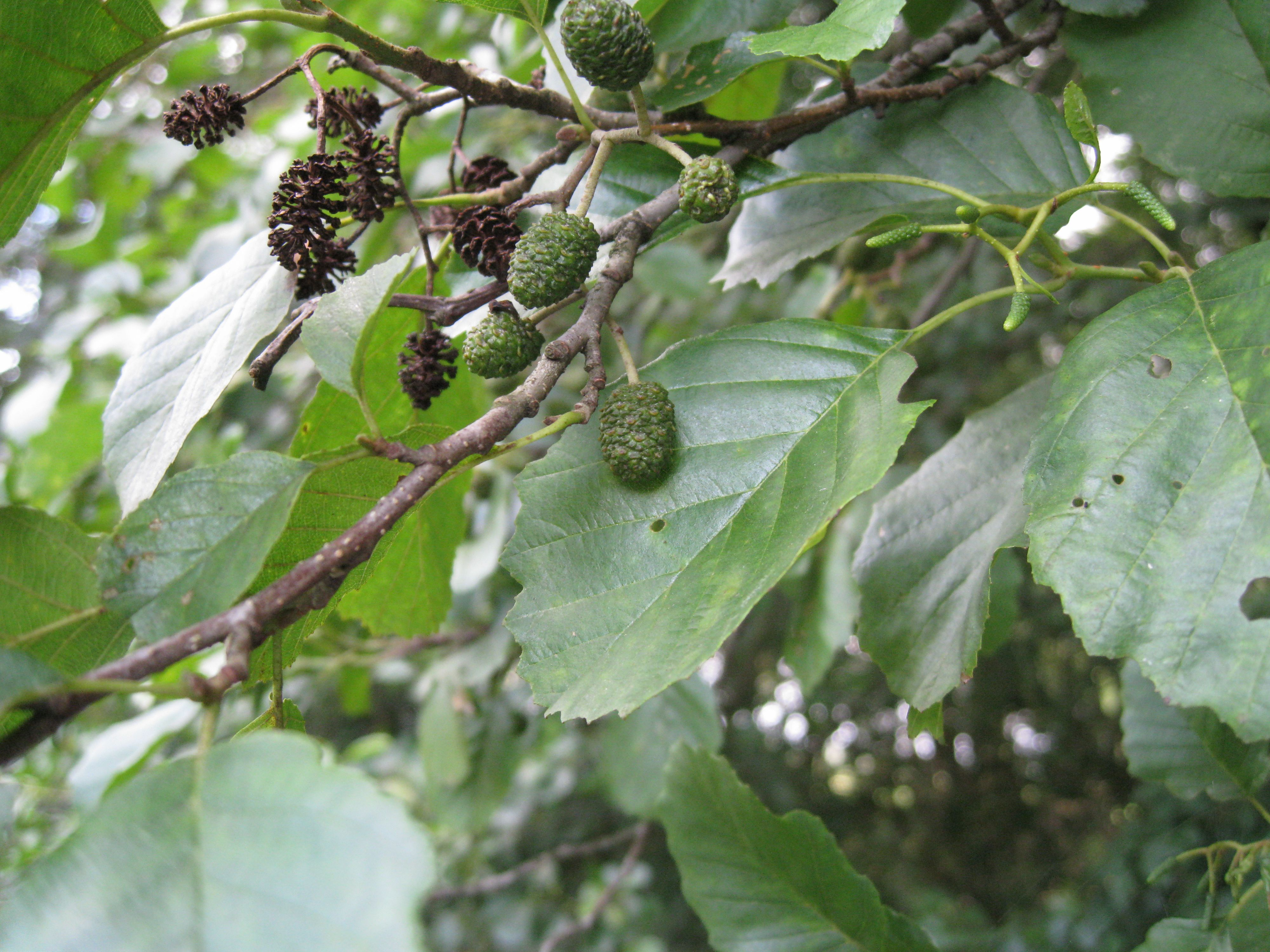
Alnus glutinosa

La maladie cryptogamique du dépérissement des aulnes due à Phytophthora alni progresse en Europe depuis la fin du XXe siècle. Les dépérissements ponctuels d'aulnes signalés depuis le début des années 1900 sporadiquement en Europe semblaient pouvoir tous être expliqués par des problèmes stationnels (aulnes plantés ou ayant poussé dans un milieu ne leur convenant pas ; trop sec, trop acide...). Mais une maladie nouvelle prend de l'ampleur depuis les années 1990, due à une hybridation antérieurement inconnue de champignon-algue du genre Phytophthora.
La cloque des chatons de l'aulne est une autre maladie cryptogamique sans graves conséquences causée par Taphrina alni qui provoque une galle en forme de ruban coloré de 5 ou 6 cm de long sur les fleurs femelles des Aulnes européens, principalement Alnus incana et Alnus glutinosa.

## État des populations, pressions, réponses
Les principales espèces d'aulnes ne sont pas considérées comme menacées, mais les aulnaies qui avaient notamment été conservées pour la production d'un charbon de bois apprécié pour les poudreries ont fortement régressé, au profit de la culture de peupliers (populiculture) ou du drainage des zones humides pour leur mise en culture, en pâture ou pour leur urbanisation.
La diversité génétique des aulnes a probablement souffert de l'artificialisation et du déboisement des berges et ripisylves des cours d'eau.

## Liste d'espèces
Ensemble des espèces incluses dans le genre Alnus selon GBIF (18 avril 2022) :
Le genre est divisé en trois sous-genres :
Sous-genre Alnus
Arbres à bourgeons pédonculés, chatons mâles et femelles produits en automne mais restant fermés pendant l'hiver, pollinisant à la fin de l'hiver ou au début du printemps, environ 15 à 25 espèces, dont :
- Alnus acuminata Kunth
  - sous-espèce acuminata Kunth
  - sous-espèce arguta Benth.
  - sous-espèce glabrata (Fernald) Furlow
- Alnus cordata (Loisel.) Duby
- Alnus cremastogyne Burkill
- Alnus firma Siebold & Zucc.
- Alnus glutinosa (L.) Gaertn. ; synonyme : Alnus glutinosa Medik.
  - sous-espèce barbata (C.A.Mey.) Yalt.
  - sous-espèce glutinosa (L.) Gaertn.
  - sous-espèce incisa (Willd.) Regel
  - sous-espèce laciniata (Willd.) Regel
- Alnus hirsuta (Spach) Rupr.
- Alnus incana (L.) Moench
  - sous-espèce incana (L.) Moench
  - sous-espèce kolaensis (Orlova) Á.Löve & D.Löve
  - sous-espèce rugosa (Du Roi) R.T.Clausen
  - sous-espèce tenuifolia (Nutt.) Breitung
- Alnus japonica (Thunb.) Steud.
- Alnus jorullensis Kunth
  - sous-espèce lutea Furlow
  - sous-espèce jorullensis Kunth
- Alnus lusitanica Vít, Douda & Mandák
- Alnus matsumurae Callier
- Alnus nepalensis D.Don
- Alnus oblongifolia Torr.
- Alnus orientalis Decne.
- Alnus rhombifolia Nutt.
- Alnus rohlenae Vít, Douda & Mandák
- Alnus rubra Bong.
- Alnus serrulata (Aiton) Willd.
- Alnus subcordata C.A.Mey.
- Alnus trabeculosa Hand.-Mazz.

Sous-genre Clethropsis
Arbres ou arbustes à bourgeons pédonculés, chatons mâles et femelles produits en automne et se développant et se pollinisant ensuite, trois espèces :
- Alnus formosana (Burkill) Makino
- Alnus maritima (Marshall) Muhl. ex Nutt.
- Alnus nitida (Spach) Endl.

Sous-genre Alnobetula
Arbustes à bourgeons ramifiés non pédonculés, chatons mâles et femelles produits à la fin du printemps (après l'apparition des feuilles) et se développant et se pollinisant ensuite, une à quatre espèces :
- Alnus alnobetula (Ehrh.) K.Koch (synonyme Alnus viridis)
  - sous-espèce alnobetula (Ehrh.) K.Koch
  - sous-espèce crispa (Aiton) Raus
  - sous-espèce fruticosa (Rupr.) Raus
  - sous-espèce sinuata (Regel) Raus
  - sous-espèce suaveolens (Req.) Lambinon & Kerguélen
- Alnus firma Siebold & Zucc.
- Alnus mandshurica (Callier) Hand.-Mazz.
- Alnus maximowiczii Callier
- Alnus pendula Matsum.
- Alnus sieboldiana Matsum.

Non assigné à un sous-genre
- Alnus fauriei H.Lév. & Vaniot
- Alnus ferdinandi-coburgii C.K.Schneid.
- Alnus glutipes (Jarm. ex Czerpek) Vorosch.
- Alnus hakkodensis Hayashi
- Alnus henryi C.K.Schneid.
- Alnus lanata Duthie ex Bean
- Alnus mairei H.Lév.
- Alnus paniculata Nakai
- Alnus serrulatoides Callier
- Alnus vermicularis Nakai

Noms d'espèces dont le statut taxonomique est incertain
Le statut des espèces suivantes n'est pas résolu :
- Alnus balatonialis Borbás
- Alnus cuneata Geyer ex Walp.
- Alnus dimitrovii Jordanov & Kitan.
- Alnus djavanshirii H.Zare
- Alnus dolichocarpa H.Zare, Amini & Assadi
- Alnus figerti Callier
- Alnus frangula L. ex Huth
- Alnus gigantea Nakai
- Alnus glandulosa Sarg.
- Alnus henedae Sugim.
- Alnus hybrida Rchb.
- Alnus laciniata Ehrh.
- Alnus lobata Nyman
- Alnus microphylla Arv.-Touv.
- Alnus obtusifolia Mert. ex Regel ; synonyme : Alnus obtusifolia Royle, 1839
- Alnus oxyacantha Lavalle
- Alnus subrotunda Desf.
- Alnus vilmoriana Lebas
- Alnus washingtonia Wetzel

Hybrides
Les hybrides suivants ont été décrits, :
- Alnus xelliptica Req. (A. cordata × A. glutinosa)
- Alnus xfallacina Callier (A. incana subsp. rugosa × A. serrulata)
- Alnus xhanedae Sugimoto (A. firma × A. sieboldiana)
- Alnus xhosoii Mizush. (A. maximowiczii × A. pendula)
- Alnus ×mayrii Callier ex C.K.Schneid. (A. hirsuta × A. japonica)
- Alnus xpeculiaris Hiyama (A. firma × A. pendula)
- Alnus xpubescens Tausch (A. glutinosa × A. incana)
- Alnus xsuginoi Sugim.

Le statut des hybrides suivants n'est pas résolu :
- Alnus xaschersoniana Callier
- Alnus ×badensis Láng ex Regel, 1864
- Alnus ×koehnei Callier
- Alnus ×ljungeri Murai
- Alnus xspaethii Callier (A. japonica × A. subcordata)
- Alnus ×purpusii Callier
- Alnus x silesiaca Fiek

Comparaison des feuilles de quelques espèces d'Aulne
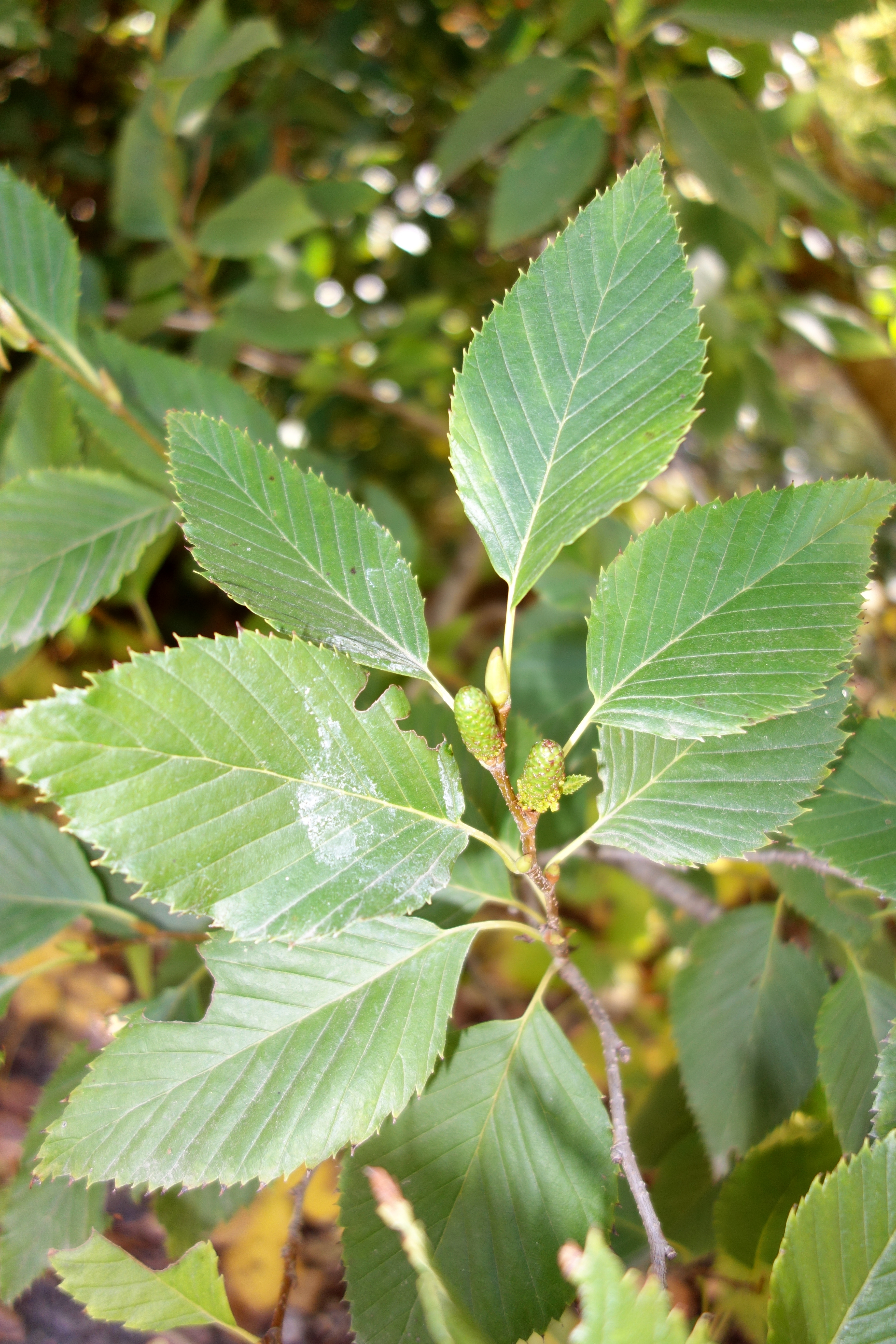
Alnus firma
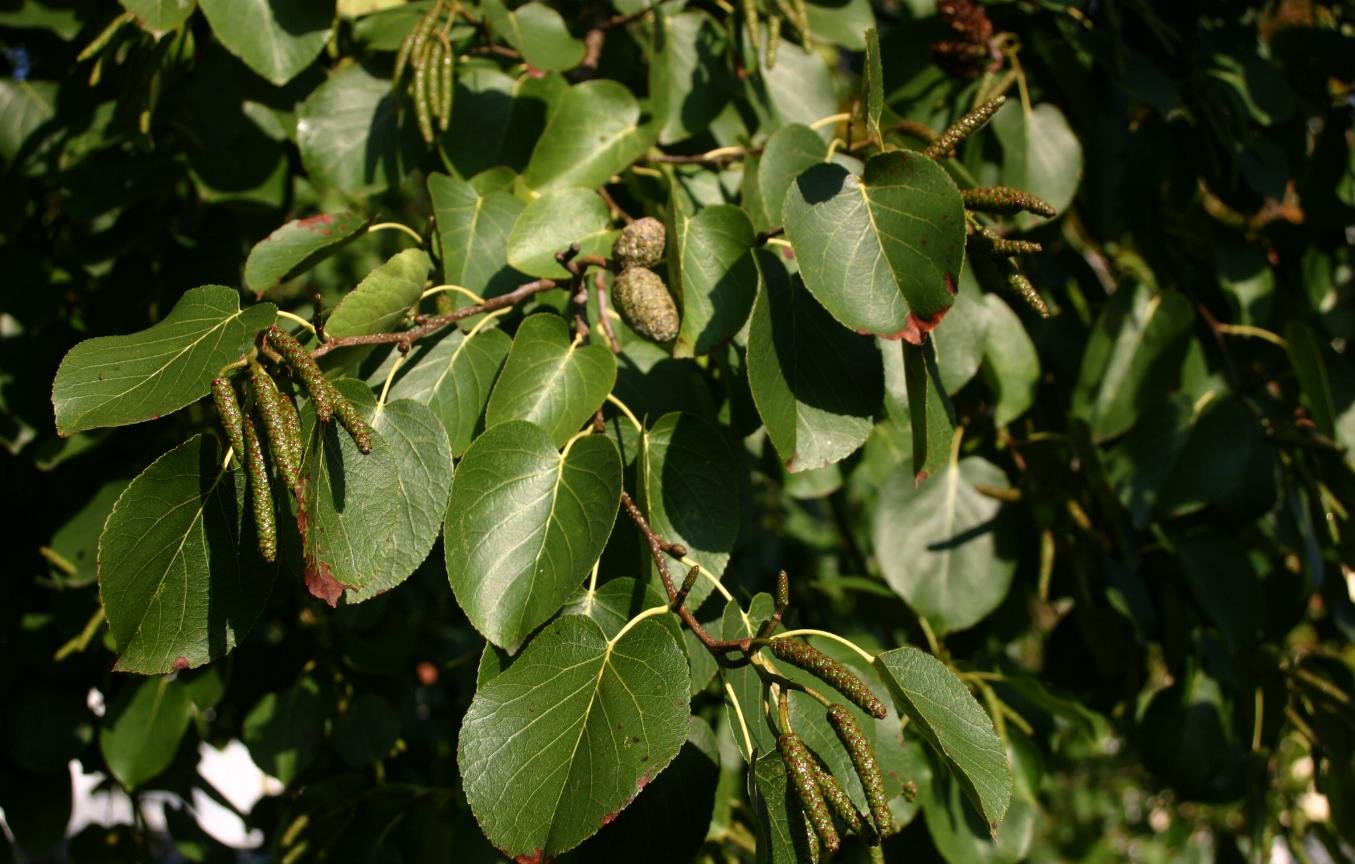
Alnus cordata
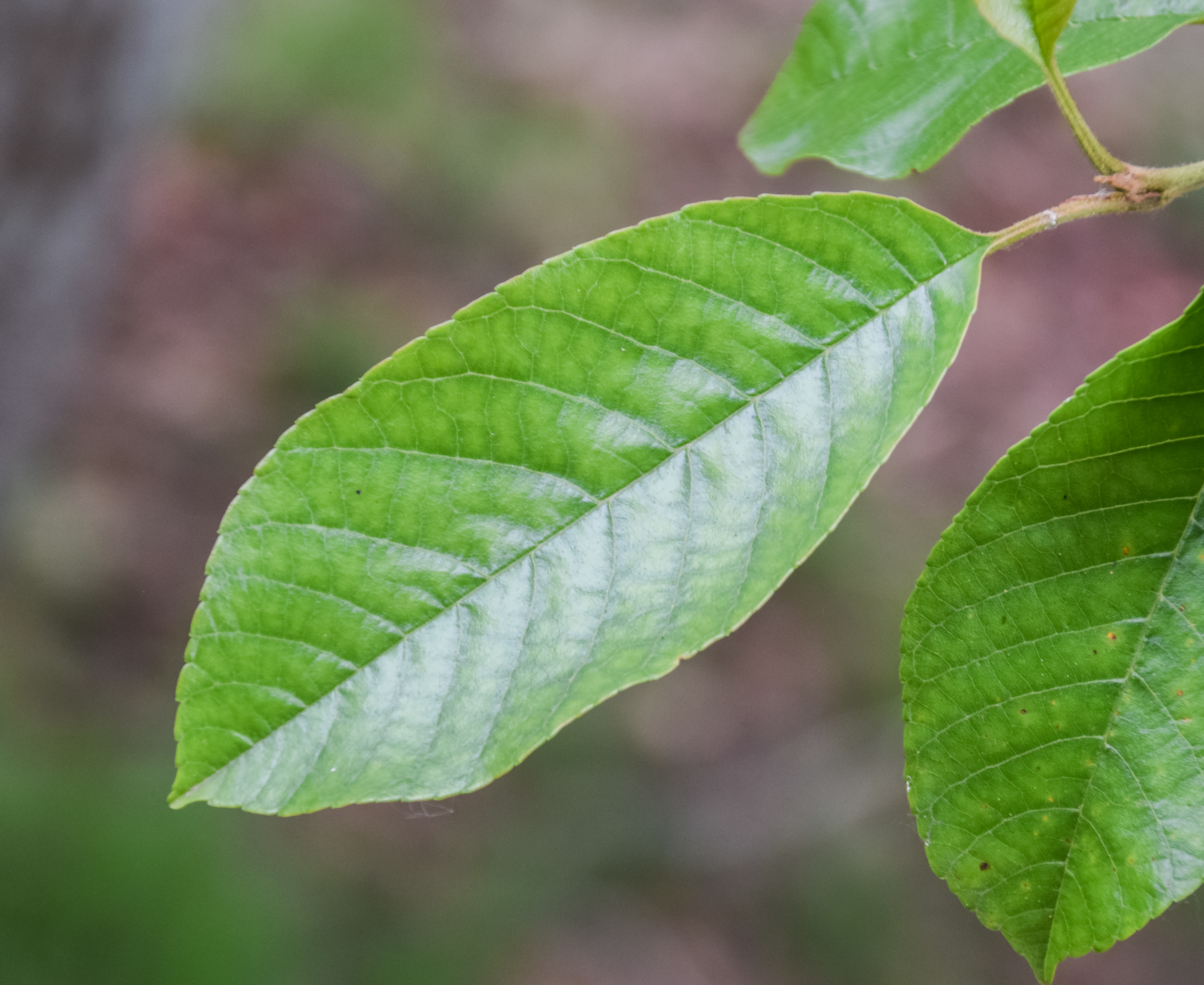
Alnus ferdinandi-coburgii
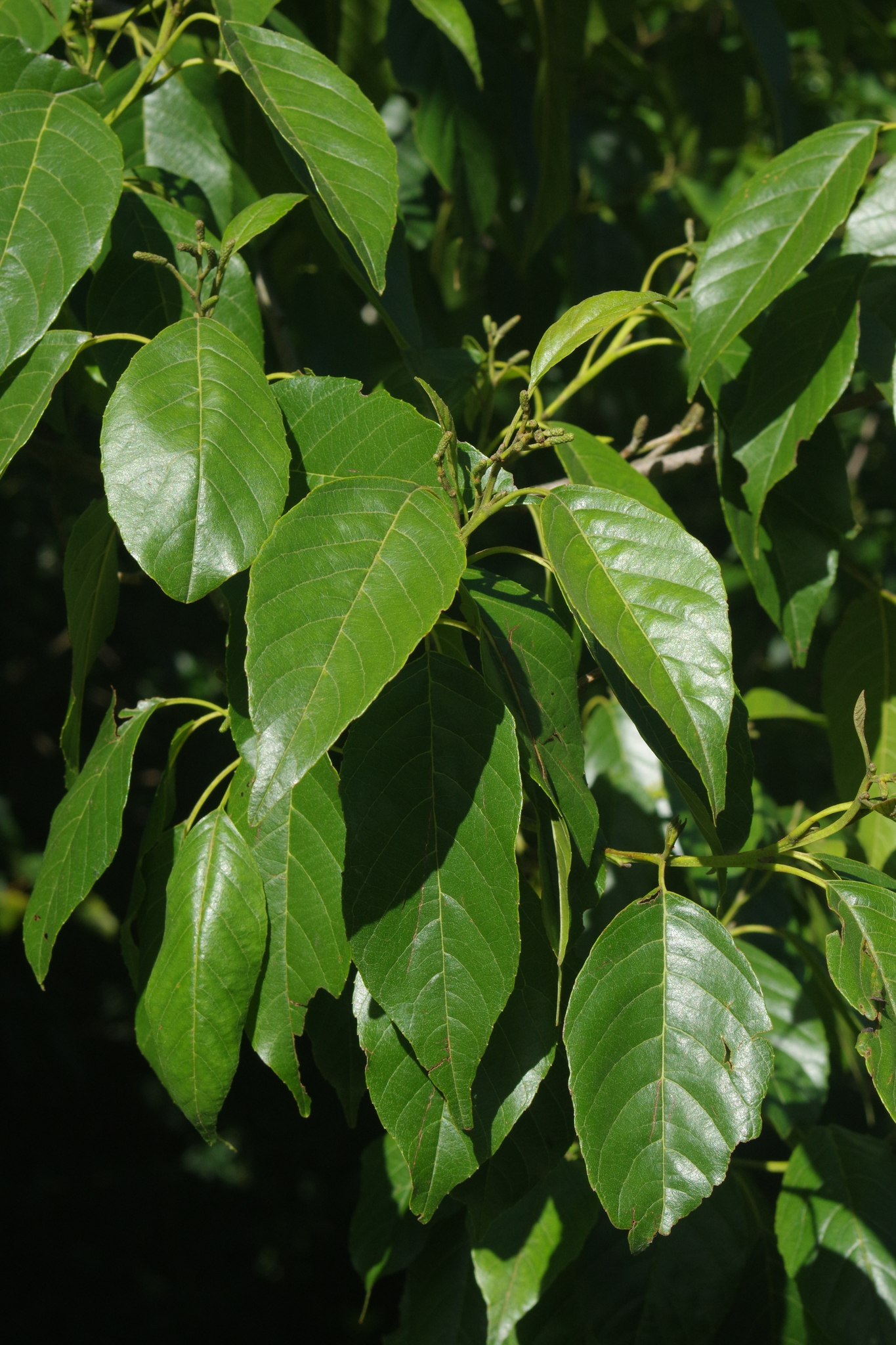
Alnus formosana
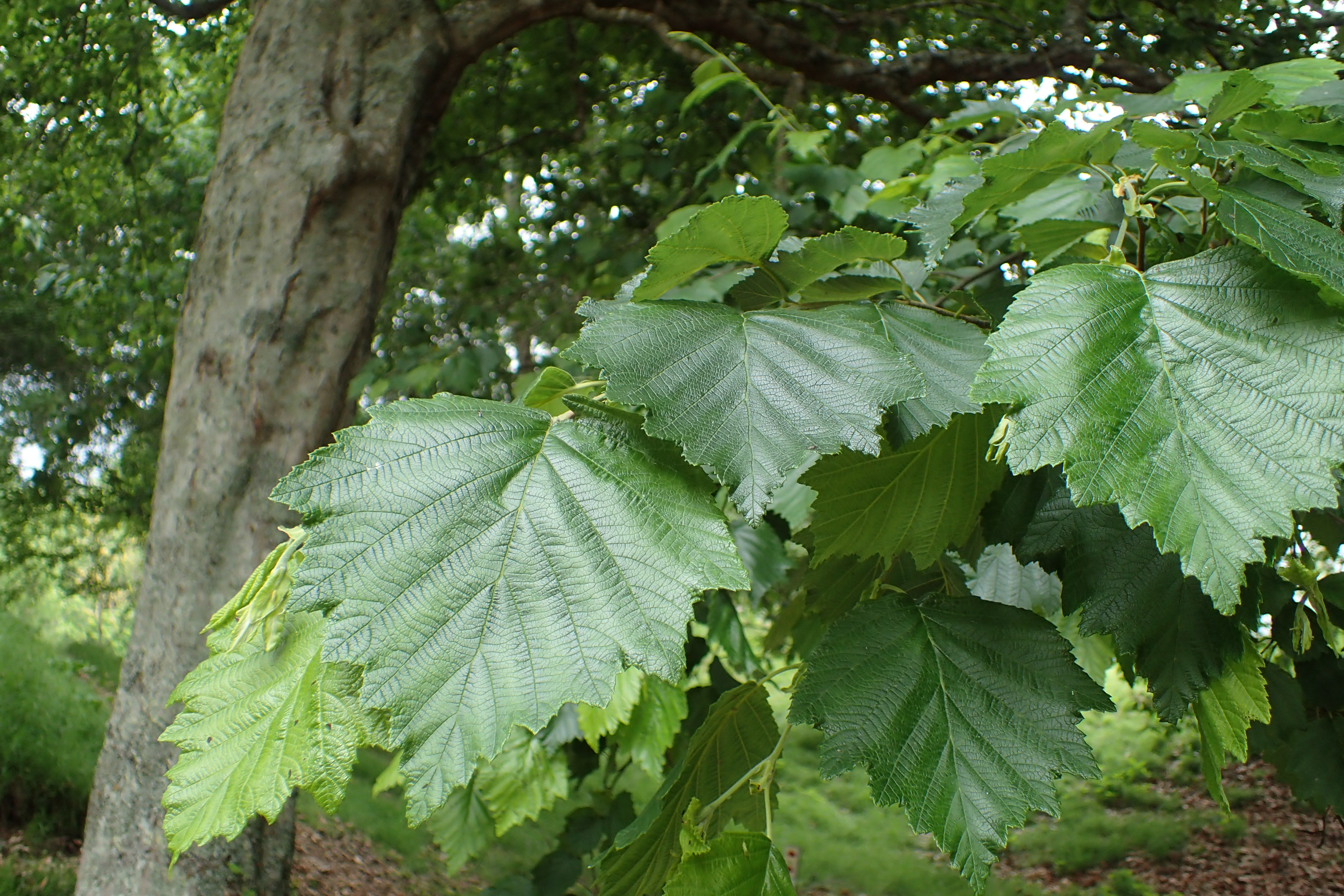
Alnus hirsuta
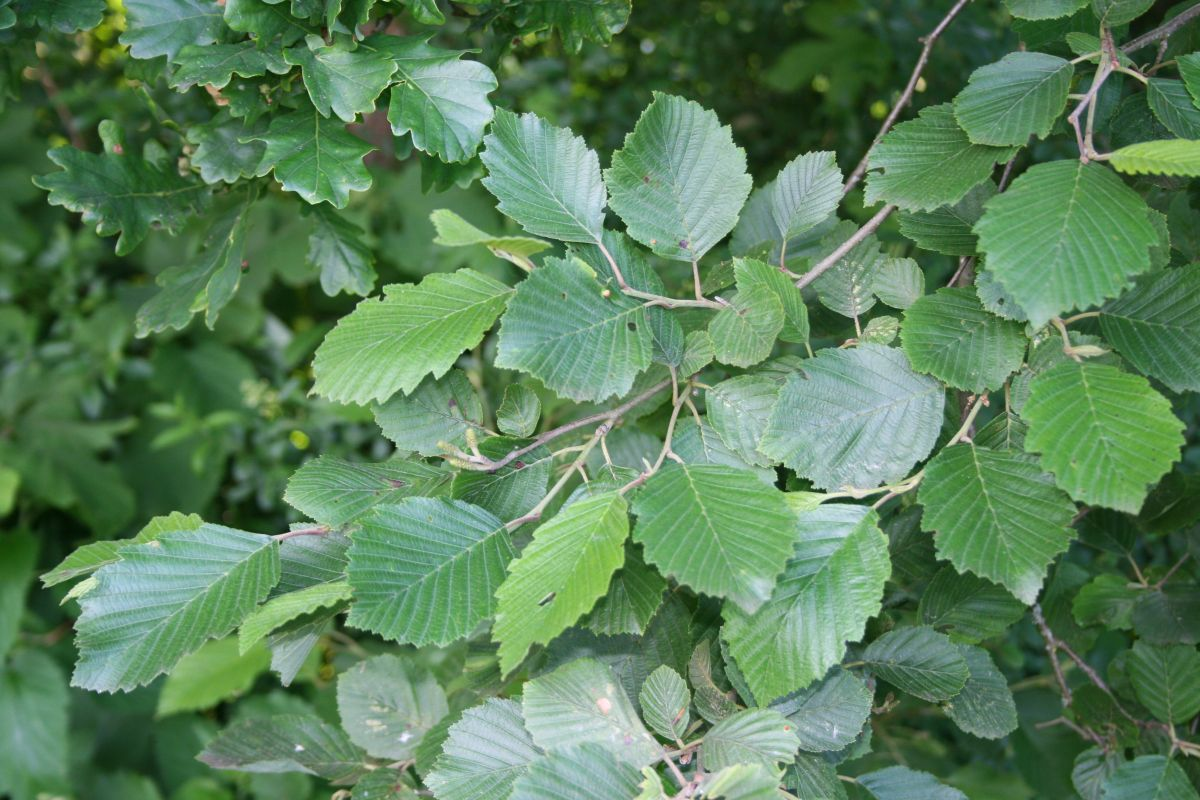
Alnus incana
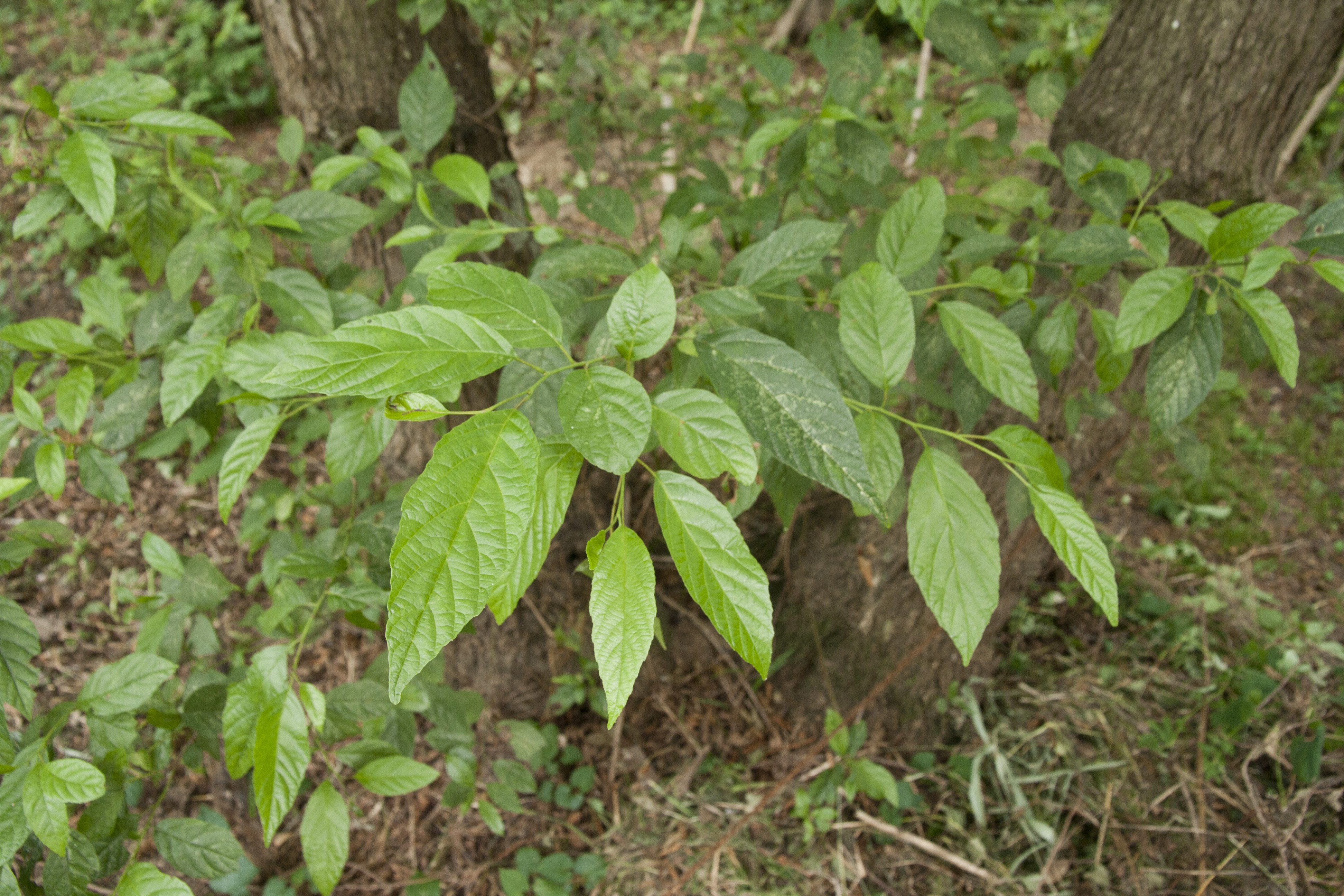
Alnus japonica
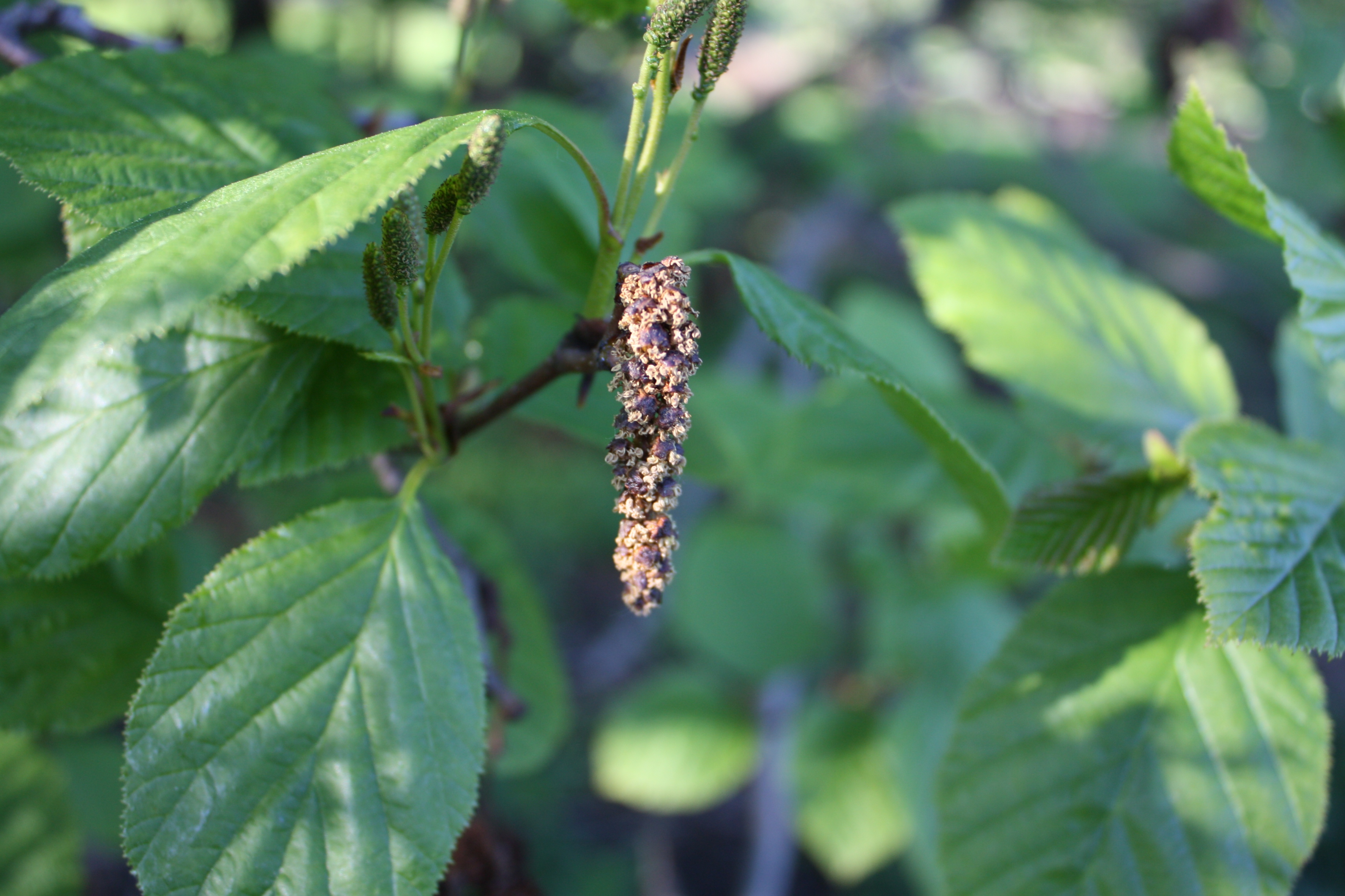
Alnus mandshurica
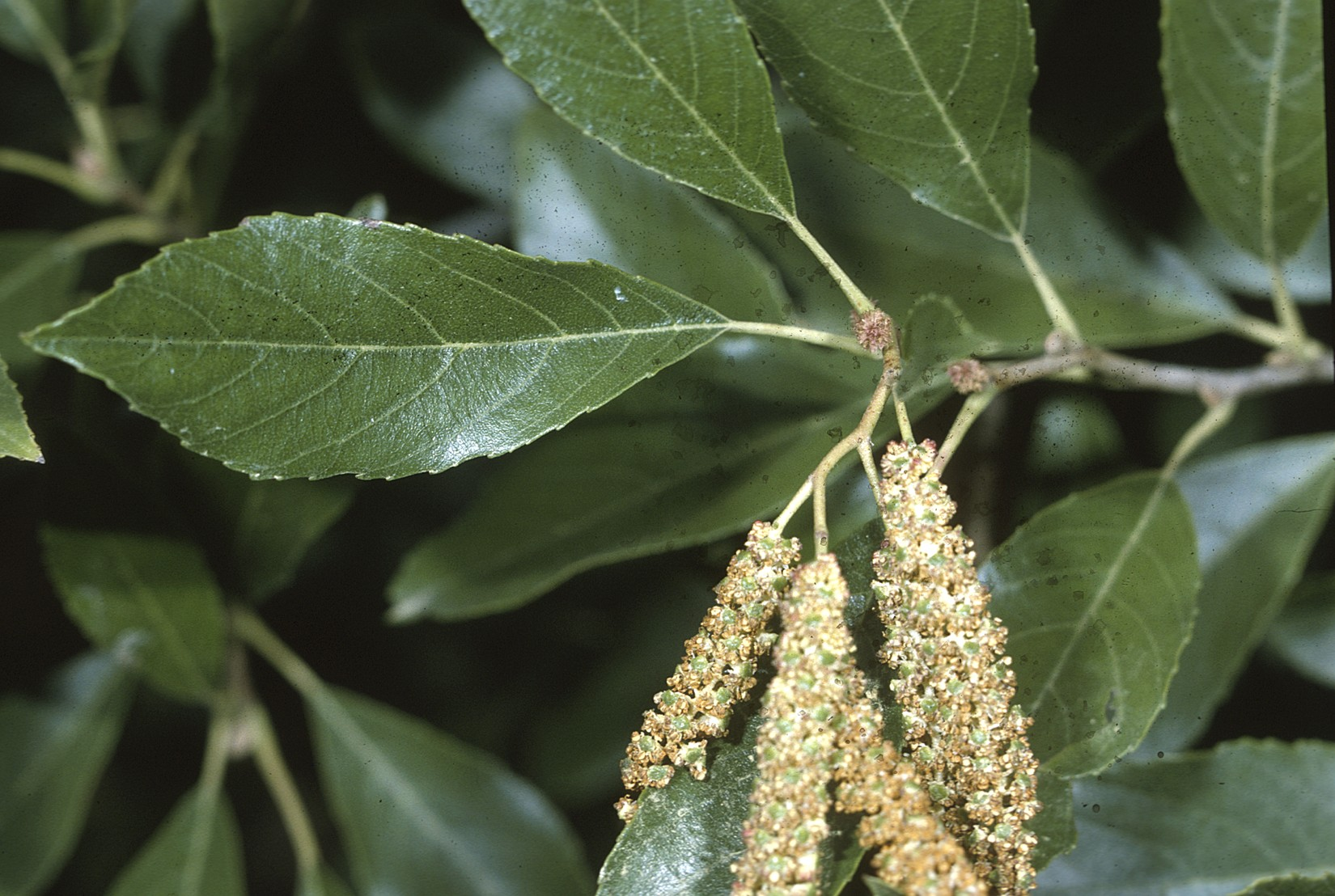
Alnus maritima
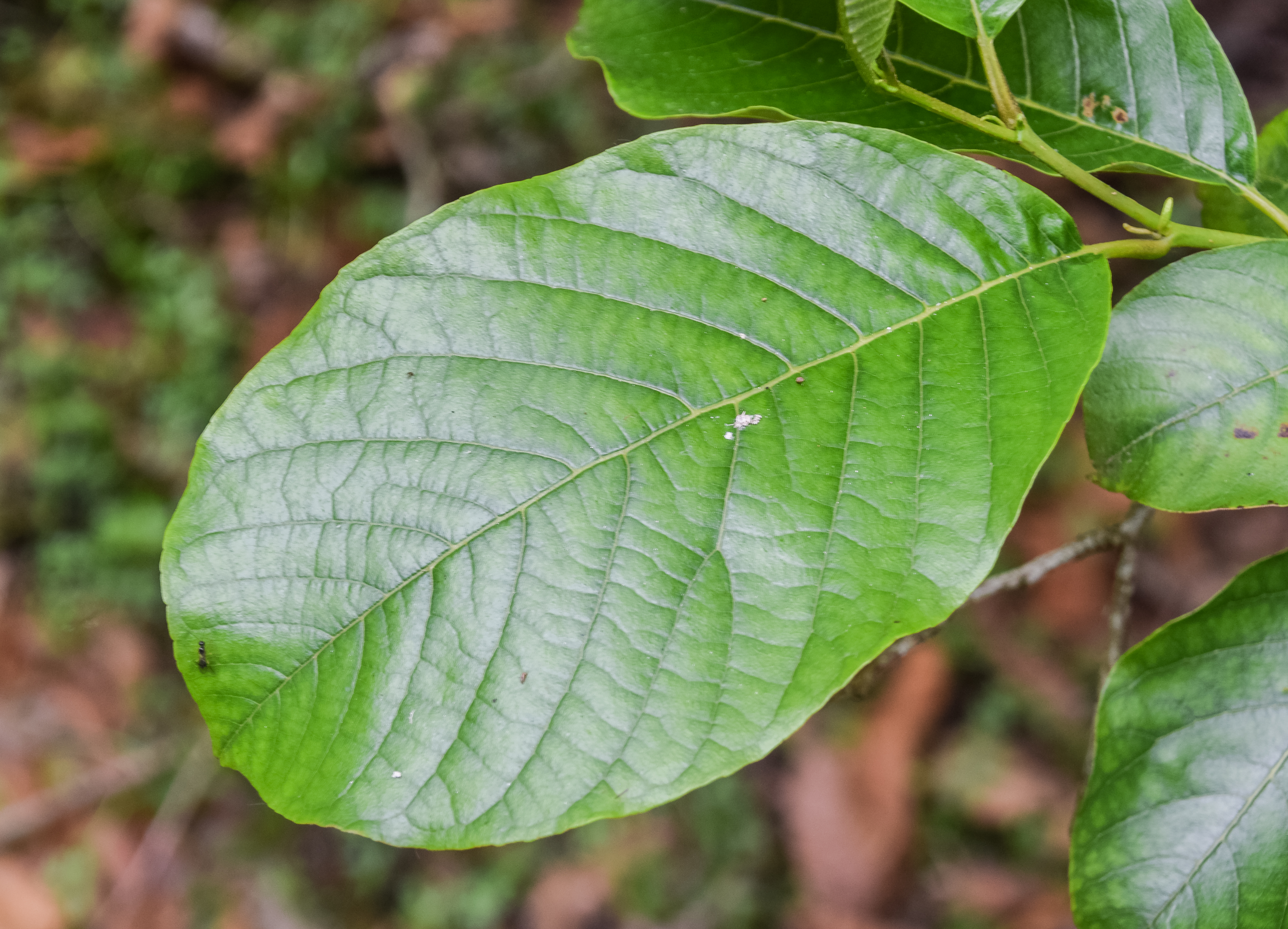
Alnus nepalensis
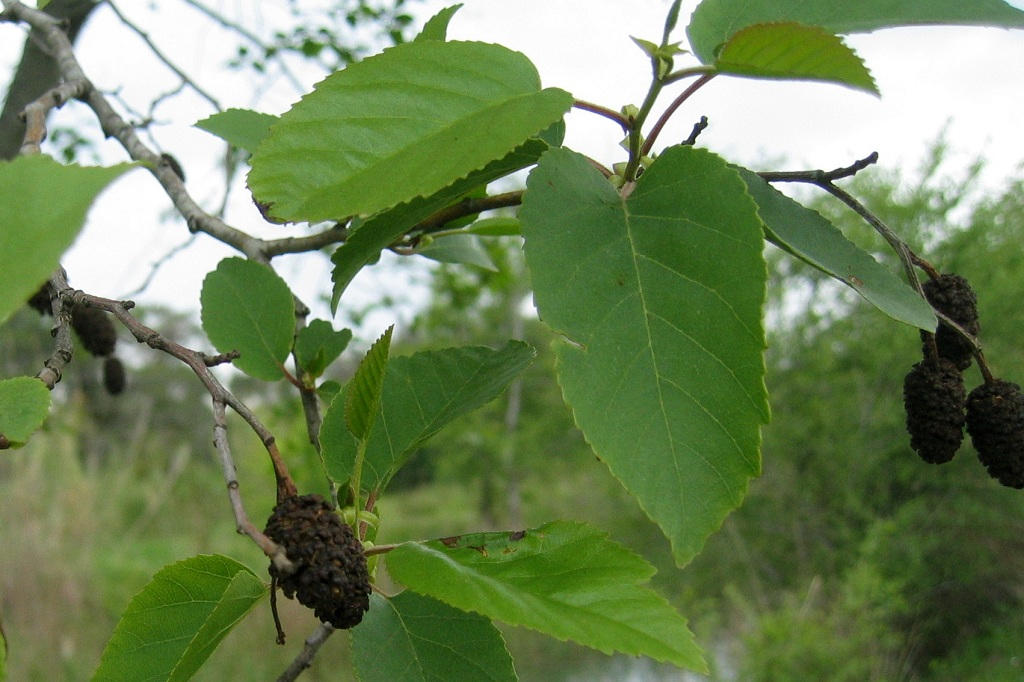
Alnus orientalis
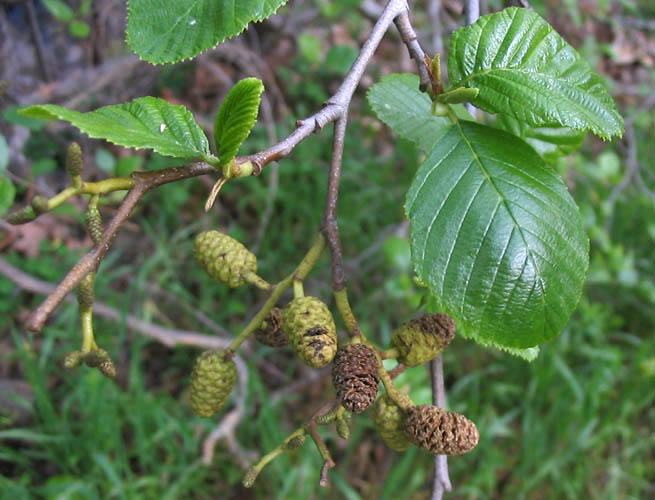
Alnus rhombifolia
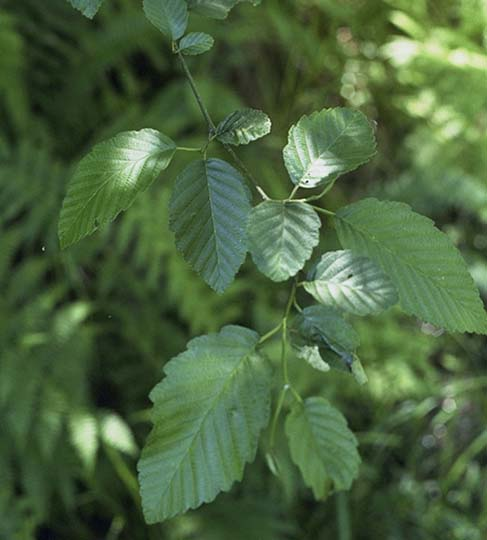
Alnus rubra
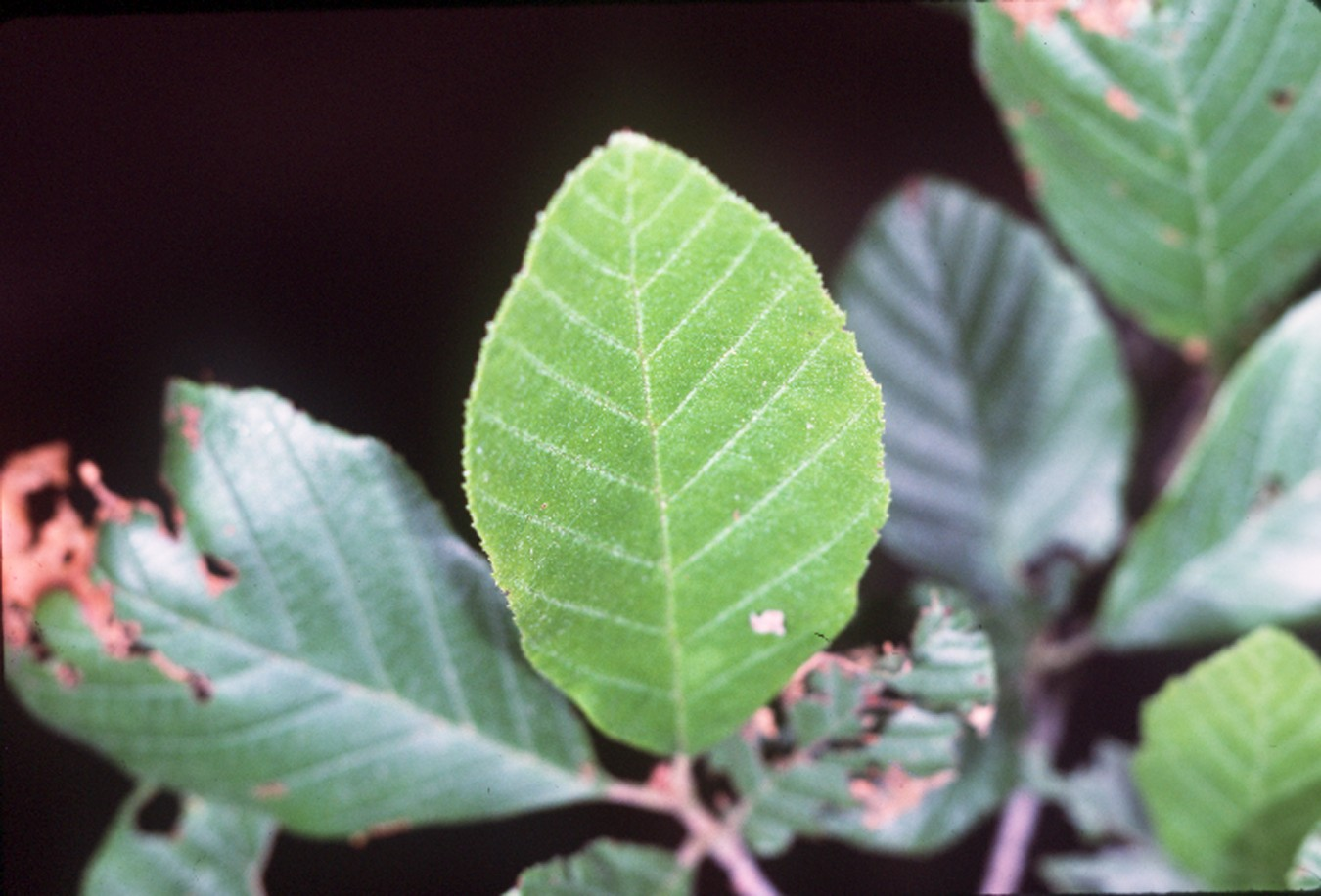
Alnus serrulata
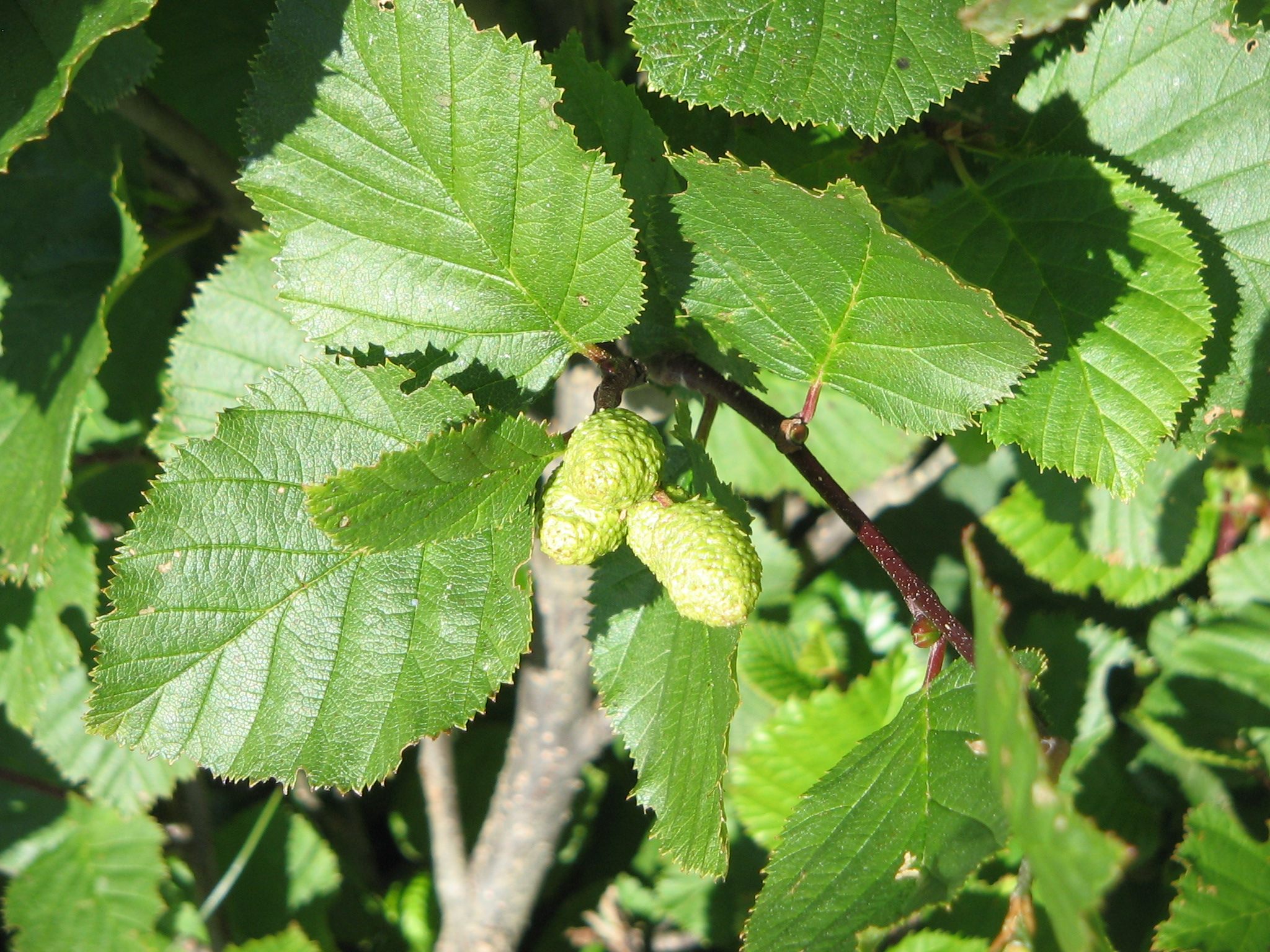
Alnus viridis
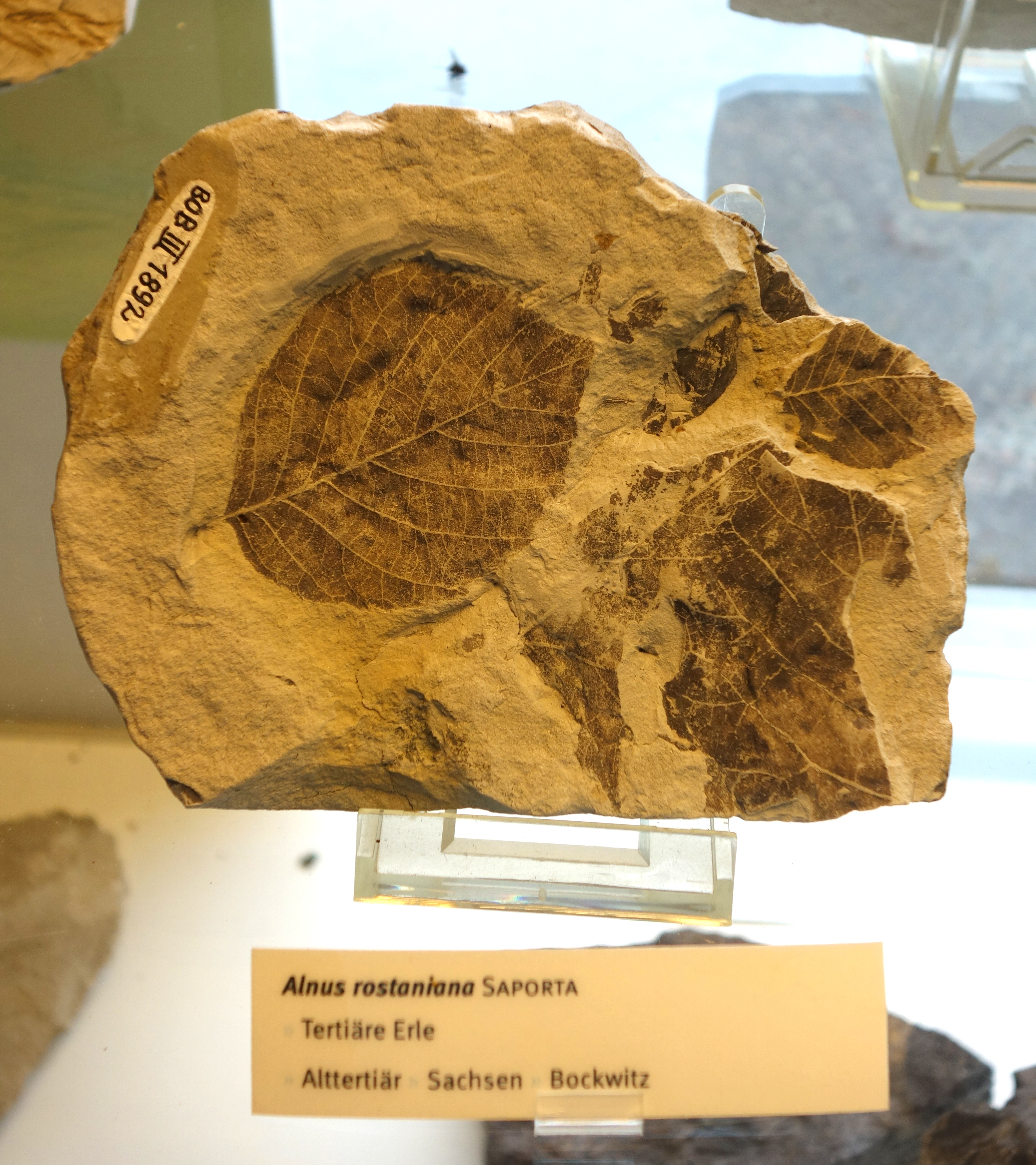
Alnus rostaniana

## Utilisations

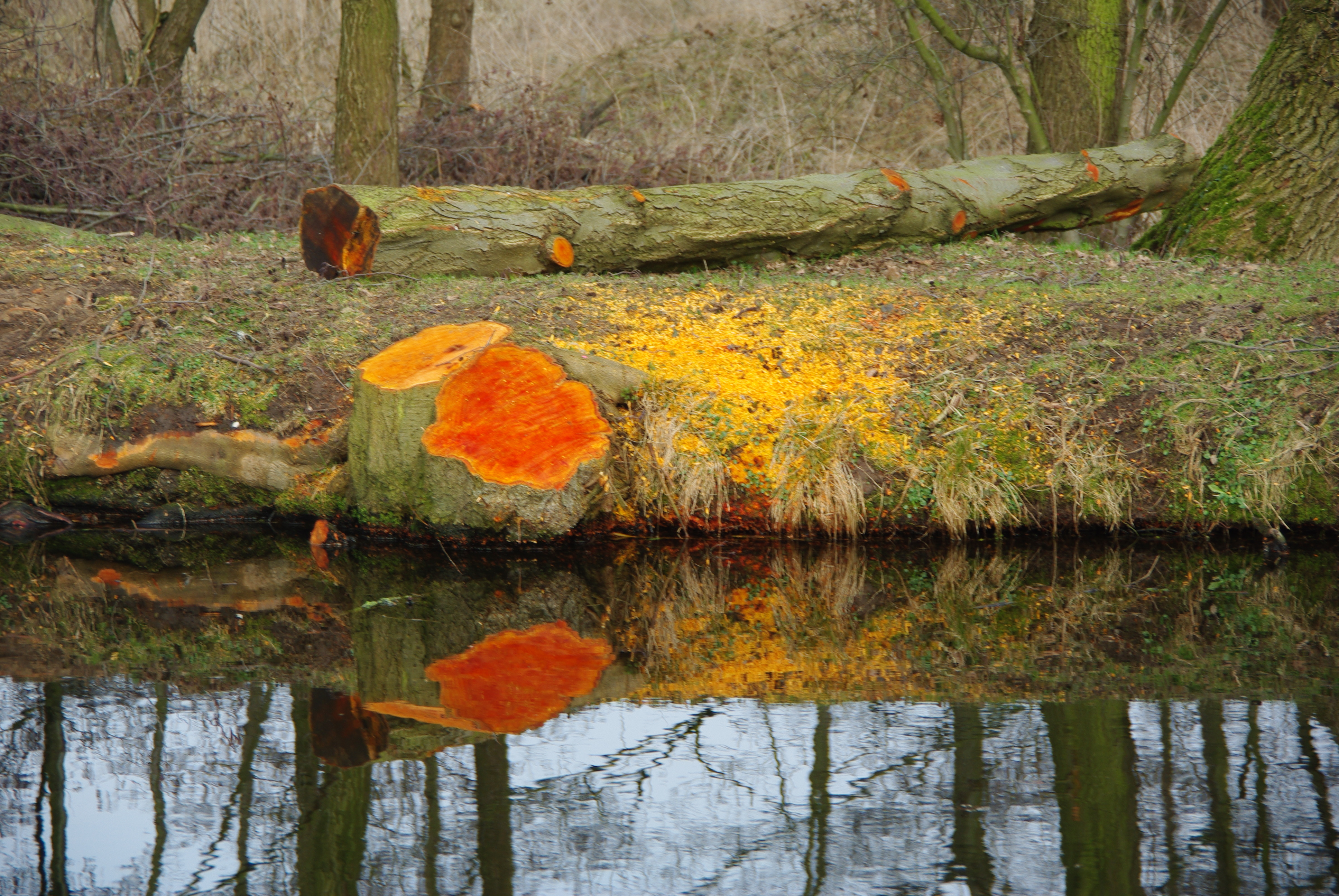
Couleur du bois d'Aulne glutineux fraîchement coupé.

Les caractéristiques acoustiques de l'aulne en ont fait un des bois les plus prisés dans la lutherie, et notamment dans la fabrication de guitares haut de gamme, comme le corps de la Fender Stratocaster.
Les fruits d'aulnes sont aussi utilisés en aquariophilie pour leurs capacités à réduire le potentiel hydrogène de l'eau, ainsi que leurs branches en tant que décoration.
Le bois de l'aulne est un bon bois de chauffage. Il fournit une chaleur très vive en brûlant et était donc très recherché par les boulangers. Au pays basque, les aulnes étaient coupés en juillet, tronçonnés et fendus en bûches. Le temps de séchage de ces bûches permettait de les utiliser avec un maximum de rendement énergétique au moment de la chauffe des alambics de distillation de l'eau-de-vie domestique.
Comme son bois ne pourrit pratiquement pas dans l'eau, s'il est à l'abri de l'air et de la lumière, on l'utilise pour faire des ponts de fortune dans le cas de franchissement de ruisseaux par un chemin de terre formé au bulldozer : on coupe quelques troncs d'aulnes proches, qui sont étendus l'un à côté de l'autre dans le ruisseau, dans l'axe d'écoulement des eaux, et ces troncs sont ensuite recouverts de terre pour faire le passage, l'espace entre les troncs d'aulne permettant à l'eau de s'écouler. Son imputrescibilité à l'état immergé explique que les pilotis de Venise sont fabriqués en bois d'aulne dès le XIIe siècle (en bois de chêne, d'orme et de mélèze à partir du XVe siècle).

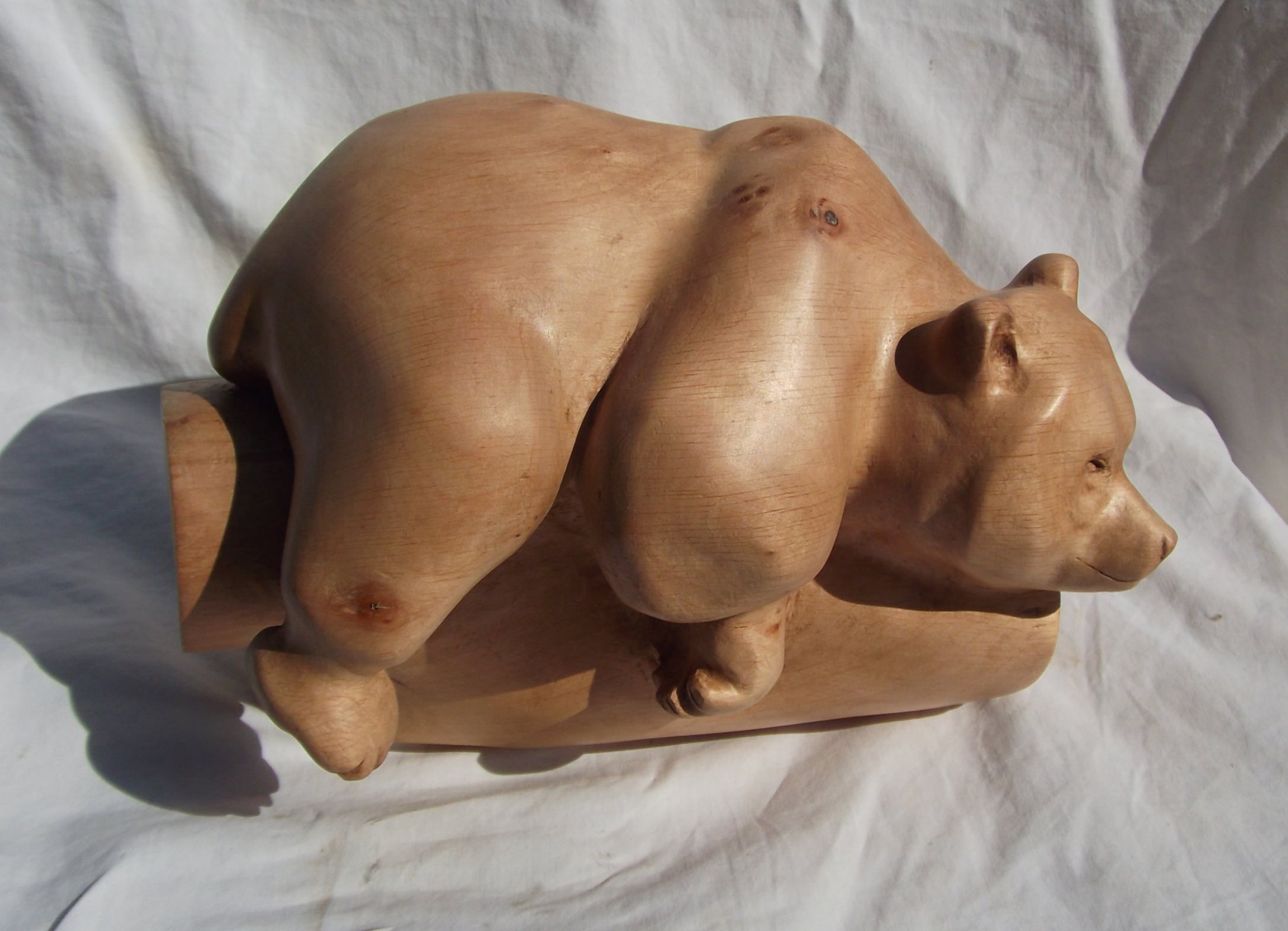
Sculptures en bois d'aulne.

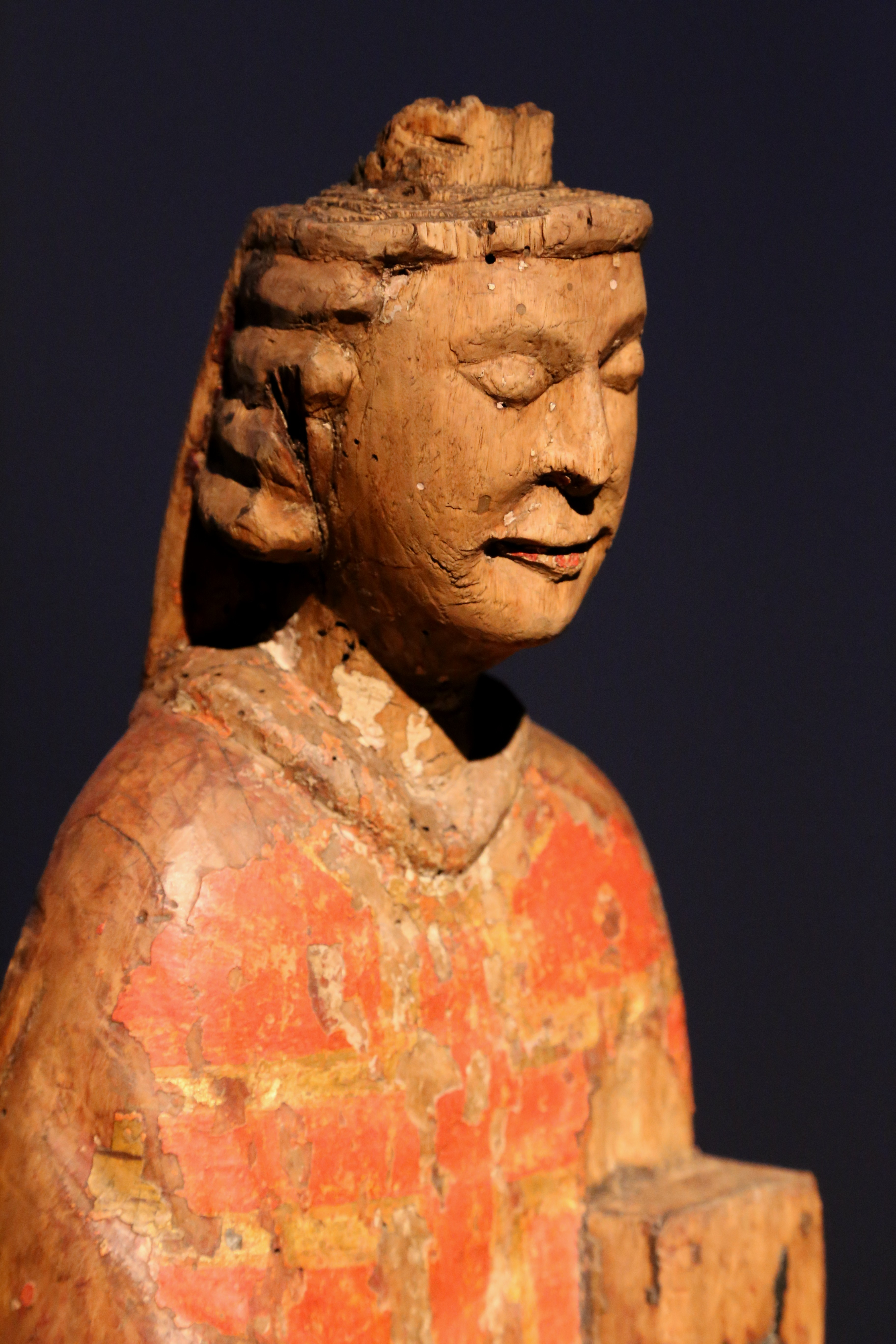
Statue médiévale en bois d'aulne

Le bois d'aulne, bien homogène, se tourne et se sculpte facilement. On en fait des ornements de meubles, des maquettes pour l'industrie (surtout avant l'apparition des simulations numérique 3D) et on en faisait autrefois des sabots, des manches de brosse, des jouets, et des ustensiles de ménage. Les bouteilles de Chartreuse étaient vendues autrefois dans des boites cylindriques tournées dans du bois d'aulne.
Son tannin a fait utiliser son écorce en tannerie, et en teinturerie et chapellerie (production d'une couleur noire quand l'écorce est mélangée à des sels de fer).
Enfin, le charbon d'aulne était utilisé autrefois pour la poudre à canon, conférant une meilleure qualité à l'explosif.
Plusieurs espèces d'aulnes sont utilisées comme arbres d'ornement et parfois d'alignement, du fait de leurs silhouettes caractéristiques, de leur forte rusticité et de leur croissance très rapide tout en gardant un gabarit modéré. En Europe, l'usage des espèces autochtones est limité par leur fort besoin en eau, on utilise ainsi fréquemment des espèces introduites qui tolèrent les conditions urbaines plus sèches tout en ayant un feuillage luxuriant, comme l'aulne de Corse et l'aulne de Spaeth.

## Dénominations

### Étymologies
Attesté vers 1200 sous la forme ausne « bois d'aune »; en 1268-71  aune, arbre; vers 1314 aulne.  
Les termes vergne ou verne et leurs variantes sont les noms génériques de l'arbre dans le Sud de la France et au Piémont (Italie), où le dialecte local se rapproche de l'occitan et du franco-provençal. Il procède du celtique (gaulois) *uerno- non attesté mais probable ou du radical gaulois *vern- comparable au breton gwern, au cornique gwern, au gallois gwern et à l'irlandais fern.
La carte linguistique du terme aune pour le domaine gallo-roman montre son implantation au nord d'une ligne Loire-Vosges. Le sud est le domaine des formes issues du gaulois *uerno-. Aune procède partiellement du latin alnus de même sens, lui-même issu d'un indo-européen alisa ou elisa (terme relatif à l'eau, à la pluie, au marécage) que l'on retrouve dans l'anglais alder et l'allemand erl. Le latin alnus, tandis qu'il se heurtait au sud au domaine au substrat gaulois *uerno-, s'implantait au nord grâce à son homophonie avec le superstrat vieux bas francique *alisa. Frings a démontré que le vocabulaire francique du nord de la France, ayant été essentiellement apporté par les Francs du nord-ouest, alnus est entré en contact non pas avec le francique *alira, forme en usage chez les Francs du sud-est dans les régions de la Moselle et du Main, mais avec *alisa, en usage dans les régions de la Meuse, de l'Escaut et du cours supérieur du Rhin (cf. moyen bas allemand et moyen néerlandais else), ce qui expliquerait la forme d'ancien français ausne, si ce s n'est pas seulement graphique . Le maintien du substrat *uerno- dans le domaine d'oc s'explique peut-être par le fait que l'aune, plus fréquent dans ce territoire plus souvent marécageux que dans le nord, a pu y conserver plus facilement sa dénomination primitive.
L'hypothèse d'un croisement entre l'ancien bas francique *alira et les noms d'arbres en -inus tels que fraxinus > Frêne, carpinus > charme est peu vraisemblable, d'autant qu’aune a de nombreux correspondants en Italie du Nord. D'autre part, il semble difficile de faire dériver aune du latin alnus sans aucune influence étrangère,. Son homophonie partielle avec le francique *alisa n'a pu que favoriser son implantation.

### Toponymes et patronymes en France
Au temps du paganisme gaulois, la célébration du règne végétal a fécondé l'imaginaire populaire qui, en attribuant des pouvoirs à cet arbre, a inspiré de nombreux phytotoponymes : 230 formés sur verne et vergne (Lavergne, Vergne, Vernay, Verne, Vernet, Verneuil, Vernon...) ; 37 formés sur aulne ou aune (dont 12 Aulnay, 6 Aulnois, 4 Aulnoy, 3 Aunay, Aulnat...). D'autres appellatifs liés à cet arbre ont survécu dans les microtoponymes et les hydronymes (Aunay, Launet)...
On peut également reconnaître l'aulne dans de nombreux patronymes qui évoquent originellement des hommes habitant près d'un bois d'aulnes qui indique souvent la présence d'une source d'un cours d'eau bordé de ces arbres. Si les noms d'une douzaine d'arbres figurent, tels quels ou sous une forme dérivée, dans les 1 000 patronymes les plus fréquents en France, l'aulne est à l'origine de six noms propres les plus portés : Delaunay, Launay, Delannoy d'une part, Lavergne, Vernet, Vergne d'autre part.

## Symbolique

### Antiquité
- Pour les anciens Bretons, l'aulne était l'arbre de l'union avec les Gaëls. Il faisait partie du bosquet sacré des druides[réf. nécessaire]. Chez les Grecs et les Romains, l'aulne était l'arbre de la mort[réf. nécessaire].

### Calendrier républicain
- Dans le calendrier républicain, l'Aulne était le nom attribué au 9e jour du mois de germinal[29], soit généralement chaque 29 mars du calendrier grégorien.

### Dictons
- Si l'aulne verdit avant le bouleau alors l'été sera humide, si c'est le bouleau qui devance l'aulne alors cette saison sera sèche[30].